# Lista över insjöar i Sverige med namn som innehåller jaure (Lappland A-O)

Spridning av sjöar med namn på -jaure etc i Sverige

- Abiskojaure, sjö i Kiruna kommun och Lappland 68°17′47″N 18°37′07″Ö / 68.29645°N 18.61860°Ö
- Abmojaure (Arvidsjaurs socken, Lappland), sjö i Arvidsjaurs kommun och Lappland 65°54′30″N 19°23′32″Ö / 65.90843°N 19.39231°Ö
- Abmojaure (Jokkmokks socken, Lappland), sjö i Jokkmokks kommun och Lappland 67°13′42″N 18°10′57″Ö / 67.22828°N 18.18246°Ö
- Ahajaure, sjö i Arjeplogs kommun och Lappland 66°11′48″N 16°23′41″Ö / 66.19678°N 16.39459°Ö
- Aijaure, sjö i Arjeplogs kommun och Lappland 65°52′47″N 17°41′16″Ö / 65.87966°N 17.68787°Ö
- Aikajaure, sjö i Arjeplogs kommun och Lappland 66°29′09″N 16°57′22″Ö / 66.48584°N 16.95600°Ö
- Ailatesjaure, sjö i Sorsele kommun och Lappland 66°06′16″N 16°11′09″Ö / 66.10453°N 16.18590°Ö
- Ailesjaure, sjö i Storumans kommun och Lappland 65°46′11″N 14°59′50″Ö / 65.76969°N 14.99725°Ö
- Ailisjaure (Jokkmokks socken, Lappland, 740615-167630), sjö i Jokkmokks kommun och Lappland 66°41′54″N 19°48′24″Ö / 66.69843°N 19.80662°Ö
- Ailisjaure (Jokkmokks socken, Lappland, 741000-168444), sjö i Jokkmokks kommun och Lappland 66°43′48″N 19°59′47″Ö / 66.72996°N 19.99641°Ö
- Aisjaure, sjö i Arjeplogs kommun och Lappland 66°03′21″N 17°32′25″Ö / 66.05579°N 17.54014°Ö
- Aitejaure (Arjeplogs socken, Lappland), sjö i Arjeplogs kommun och Lappland 66°58′56″N 16°29′22″Ö / 66.98232°N 16.48933°Ö
- Aitejaure (Jokkmokks socken, Lappland, 740662-171065), sjö i Jokkmokks kommun och Lappland 66°41′05″N 20°34′34″Ö / 66.68469°N 20.57614°Ö
- Aitejaure (Jokkmokks socken, Lappland, 740693-170557), sjö i Jokkmokks kommun och Lappland 66°41′14″N 20°27′52″Ö / 66.68714°N 20.46453°Ö
- Aivakjaure, sjö i Sorsele kommun och Lappland 65°50′51″N 16°05′39″Ö / 65.84743°N 16.09409°Ö
- Ajajaure, sjö i Jokkmokks kommun och Lappland 67°24′05″N 16°45′23″Ö / 67.40126°N 16.75633°Ö
- Ajaure, sjö i Storumans kommun och Lappland 65°32′40″N 15°33′38″Ö / 65.54455°N 15.56059°Ö
- Akajaure (Arjeplogs socken, Lappland, 737147-161156), sjö i Arjeplogs kommun och Lappland 66°25′31″N 18°17′18″Ö / 66.42514°N 18.28836°Ö
- Akajaure (Arjeplogs socken, Lappland, 737448-156533), sjö i Arjeplogs kommun och Lappland 66°27′43″N 17°16′13″Ö / 66.46186°N 17.27033°Ö
- Akajaure (Arjeplogs socken, Lappland, 739225-158336), sjö i Arjeplogs kommun och Lappland 66°37′33″N 17°41′34″Ö / 66.62580°N 17.69264°Ö
- Akkajaure (Arvidsjaurs socken, Lappland), sjö i Arvidsjaurs kommun och Lappland 66°04′19″N 19°09′32″Ö / 66.07200°N 19.15885°Ö
- Akkajaure (Jokkmokks socken, Lappland), sjö i Jokkmokks kommun och Lappland 66°25′11″N 20°21′38″Ö / 66.41960°N 20.36051°Ö
- Akkajaure (vattenmagasin), sjö i Gällivare kommun och Lappland 67°39′51″N 17°34′48″Ö / 67.66410°N 17.58000°Ö
- Akkesjaure, sjö i Arjeplogs kommun och Lappland 66°05′25″N 17°34′49″Ö / 66.09041°N 17.58031°Ö
- Aksejaure, sjö i Jokkmokks kommun och Lappland 66°17′12″N 20°34′41″Ö / 66.28670°N 20.57819°Ö
- Aksjojaure, sjö i Arjeplogs kommun och Lappland 66°30′07″N 15°48′51″Ö / 66.50190°N 15.81427°Ö
- Aktsajaure, sjö i Kiruna kommun och Lappland 68°41′31″N 20°18′39″Ö / 68.69186°N 20.31096°Ö
- Alajaure (Jokkmokks socken, Lappland), sjö i Jokkmokks kommun och Lappland 67°19′49″N 17°02′36″Ö / 67.33035°N 17.04337°Ö
- Alajaure, sjö i Kiruna kommun och Lappland 68°03′40″N 20°10′24″Ö / 68.06110°N 20.17326°Ö
- Aldajaureh (Arjeplogs socken, Lappland), sjö i Arjeplogs kommun och Lappland 66°23′18″N 15°47′28″Ö / 66.38828°N 15.79120°Ö
- Aldajaureh, Lappland, sjö i Arjeplogs kommun och Lappland 66°23′39″N 15°45′06″Ö / 66.39410°N 15.75160°Ö
- Aleb Bargajaure, sjö i Arjeplogs kommun och Lappland 66°31′13″N 16°35′21″Ö / 66.52030°N 16.58929°Ö
- Aleb Silbojaure, sjö i Arjeplogs kommun och Lappland 66°30′17″N 16°18′25″Ö / 66.50459°N 16.30702°Ö
- Aleb Tjadamjaure, sjö i Arjeplogs kommun och Lappland 66°32′47″N 16°53′12″Ö / 66.54642°N 16.88655°Ö
- Aleb Tjallasjaure, sjö i Arjeplogs kommun och Lappland 66°22′52″N 16°33′28″Ö / 66.38109°N 16.55788°Ö
- Aleb Tjapkajaure, sjö i Arjeplogs kommun och Lappland 66°33′22″N 16°08′41″Ö / 66.55614°N 16.14459°Ö
- Alekjaure, sjö i Arjeplogs kommun och Lappland 66°26′13″N 18°10′40″Ö / 66.43691°N 18.17764°Ö
- Alemusjaure, sjö i Jokkmokks kommun och Lappland 66°25′22″N 19°19′10″Ö / 66.42273°N 19.31950°Ö
- Alep Huikajaure, sjö i Kiruna kommun och Lappland 68°15′49″N 20°28′02″Ö / 68.26352°N 20.46723°Ö
- Alep Manakjaure, sjö i Jokkmokks kommun och Lappland 67°06′46″N 18°30′20″Ö / 67.11288°N 18.50554°Ö
- Alep Njåtjosjaure, sjö i Jokkmokks kommun och Lappland 67°13′58″N 17°15′54″Ö / 67.23289°N 17.26501°Ö
- Alep Reusakjaure, sjö i Jokkmokks kommun och Lappland 66°15′34″N 19°00′26″Ö / 66.25934°N 19.00711°Ö
- Alep Rissajaure (Arjeplogs socken, Lappland), sjö i Arjeplogs kommun och Lappland 66°42′45″N 17°36′53″Ö / 66.71248°N 17.61472°Ö
- Alep Rissajaure (Jokkmokks socken, Lappland), sjö i Jokkmokks kommun och Lappland 67°18′47″N 17°07′11″Ö / 67.31306°N 17.11982°Ö
- Alep Skieltajaureh, sjö i Jokkmokks kommun och Lappland 66°42′58″N 17°59′15″Ö / 66.71601°N 17.98746°Ö
- Alep Soulojaure, sjö i Jokkmokks kommun och Lappland 66°19′05″N 18°54′07″Ö / 66.31803°N 18.90207°Ö
- Alep Stainasjaure, sjö i Jokkmokks kommun och Lappland 66°50′11″N 19°09′28″Ö / 66.83631°N 19.15775°Ö
- Alep Suobbatjaure, sjö i Jokkmokks kommun och Lappland 67°08′12″N 18°06′57″Ö / 67.13658°N 18.11577°Ö
- Alep Tjuorvosjaure, sjö i Kiruna kommun och Lappland 68°15′22″N 18°23′55″Ö / 68.25615°N 18.39852°Ö
- Alep Uttjajaure, sjö i Jokkmokks kommun och Lappland 66°34′09″N 18°45′12″Ö / 66.56927°N 18.75342°Ö
- Alep Vartojaure, sjö i Jokkmokks kommun och Lappland 67°04′32″N 17°43′48″Ö / 67.07567°N 17.73011°Ö
- Alep Vatjamjaure, sjö i Arjeplogs kommun och Lappland 66°13′10″N 18°29′34″Ö / 66.21947°N 18.49288°Ö
- Alep Vuolusjaure, sjö i Kiruna kommun och Lappland 68°05′46″N 20°22′29″Ö / 68.09625°N 20.37484°Ö
- Allajaure, sjö i Gällivare kommun och Lappland 67°16′12″N 20°06′15″Ö / 67.26989°N 20.10426°Ö
- Allakjaure, sjö i Jokkmokks kommun och Lappland 66°40′09″N 20°34′00″Ö / 66.66925°N 20.56658°Ö
- Allejaure (Arjeplogs socken, Lappland), sjö i Arjeplogs kommun och Lappland 65°52′43″N 18°22′30″Ö / 65.87857°N 18.37511°Ö
- Allejaure (Gällivare socken, Lappland), sjö i Gällivare kommun och Lappland 66°48′09″N 20°25′40″Ö / 66.80245°N 20.42785°Ö
- Allejaure (Jokkmokks socken, Lappland), sjö i Jokkmokks kommun och Lappland 66°22′42″N 21°08′12″Ö / 66.37840°N 21.13678°Ö
- Allesjaure, sjö i Arjeplogs kommun och Lappland 66°18′36″N 18°04′28″Ö / 66.30987°N 18.07442°Ö
- Altajaure, sjö i Jokkmokks kommun och Lappland 66°22′18″N 20°47′51″Ö / 66.37176°N 20.79762°Ö
- Amasjaure (Gällivare socken, Lappland, 739454-175763), sjö i Gällivare kommun och Lappland 66°32′19″N 21°36′57″Ö / 66.53850°N 21.61583°Ö
- Amasjaure (Gällivare socken, Lappland, 746514-166745), sjö i Gällivare kommun och Lappland 67°13′54″N 19°40′29″Ö / 67.23179°N 19.67474°Ö
- Amasjaure (Gällivare socken, Lappland, 747522-165591), sjö i Gällivare kommun och Lappland 67°19′25″N 19°25′58″Ö / 67.32356°N 19.43268°Ö
- Ammerjaure, sjö i Sorsele kommun och Lappland 66°08′27″N 15°32′45″Ö / 66.14082°N 15.54575°Ö
- Anajaure, sjö i Jokkmokks kommun och Lappland 66°44′05″N 19°56′21″Ö / 66.73480°N 19.93907°Ö
- Antajaure (Arjeplogs socken, Lappland), sjö i Arjeplogs kommun och Lappland 66°10′22″N 18°47′02″Ö / 66.17277°N 18.78397°Ö
- Antajaure (Arvidsjaurs socken, Lappland), sjö i Arvidsjaurs kommun och Lappland 66°01′19″N 18°45′05″Ö / 66.02197°N 18.75134°Ö
- Anutjaure, sjö i Jokkmokks kommun och Lappland 66°39′15″N 20°37′03″Ö / 66.65421°N 20.61761°Ö
- Anutkaskijaure, sjö i Jokkmokks kommun och Lappland 66°33′00″N 20°57′35″Ö / 66.54991°N 20.95982°Ö
- Apejaure, sjö i Arvidsjaurs kommun och Lappland 65°23′53″N 19°38′26″Ö / 65.39801°N 19.64063°Ö
- Apparjaure, sjö i Kiruna kommun och Lappland 68°11′53″N 18°36′50″Ö / 68.19818°N 18.61402°Ö
- Arajaure, Lappland, sjö i Jokkmokks kommun och Lappland 67°31′31″N 16°32′18″Ö / 67.52533°N 16.53844°Ö
- Arasjaure (Arjeplogs socken, Lappland), sjö i Arjeplogs kommun och Lappland 67°00′38″N 16°51′16″Ö / 67.01065°N 16.85436°Ö
- Arasjaure (Jokkmokks socken, Lappland), sjö i Jokkmokks kommun och Lappland 67°18′01″N 18°42′27″Ö / 67.30041°N 18.70739°Ö
- Ardnas jaure, sjö i Arvidsjaurs kommun och Lappland 65°53′27″N 18°45′14″Ö / 65.89097°N 18.75385°Ö
- Ardnasjaure (Arjeplogs socken, Lappland, 734014-155374), sjö i Arjeplogs kommun och Lappland 66°09′10″N 17°00′16″Ö / 66.15273°N 17.00448°Ö
- Ardnasjaure (Arjeplogs socken, Lappland, 736800-157256), sjö i Arjeplogs kommun och Lappland 66°23′58″N 17°24′44″Ö / 66.39939°N 17.41215°Ö
- Ardnesjaure, sjö i Arvidsjaurs kommun och Lappland 65°33′28″N 19°22′45″Ö / 65.55789°N 19.37929°Ö
- Aresjaure, sjö i Sorsele kommun och Lappland 65°37′27″N 17°45′42″Ö / 65.62430°N 17.76164°Ö
- Arrajaure, sjö i Arjeplogs kommun och Lappland 66°32′42″N 16°23′46″Ö / 66.54491°N 16.39606°Ö
- Arvesjaure, sjö i Arjeplogs kommun och Lappland 66°37′55″N 18°12′37″Ö / 66.63183°N 18.21030°Ö
- Atajaure, sjö i Jokkmokks kommun och Lappland 66°27′10″N 19°03′33″Ö / 66.45289°N 19.05907°Ö
- Atjekjaure, sjö i Gällivare kommun och Lappland 66°45′39″N 20°42′15″Ö / 66.76093°N 20.70427°Ö
- Aujojaure, sjö i Vilhelmina kommun och Lappland 65°18′15″N 14°43′58″Ö / 65.30407°N 14.73280°Ö
- Aunerejaure, sjö i Vilhelmina kommun och Lappland 65°11′54″N 15°09′04″Ö / 65.19830°N 15.15120°Ö
- Aurokjaure, sjö i Kiruna kommun och Lappland 68°29′31″N 19°06′04″Ö / 68.49189°N 19.10123°Ö
- Autajaure, sjö i Gällivare kommun och Lappland 67°47′28″N 17°39′25″Ö / 67.79114°N 17.65695°Ö
- Autjejaure, sjö i Storumans kommun och Lappland 65°41′02″N 14°44′36″Ö / 65.68382°N 14.74320°Ö
- Autjejaurebliereke (Tärna socken, Lappland, 728692-145344), sjö i Storumans kommun och Lappland 65°40′48″N 14°47′31″Ö / 65.68012°N 14.79208°Ö
- Autjejaurebliereke (Tärna socken, Lappland, 728704-145439), sjö i Storumans kommun och Lappland 65°40′53″N 14°49′00″Ö / 65.68136°N 14.81661°Ö
- Autjojaure, sjö i Vilhelmina kommun och Lappland 64°58′52″N 14°52′30″Ö / 64.98111°N 14.87499°Ö
- Autojaure-Bleriken, sjö i Vilhelmina kommun och Lappland 64°59′42″N 14°51′27″Ö / 64.99509°N 14.85755°Ö
- Autojaure, sjö i Jokkmokks kommun och Lappland 66°07′17″N 19°58′44″Ö / 66.12142°N 19.97893°Ö
- Auvakkojaure (Jokkmokks socken, Lappland, 740726-171251), sjö i Jokkmokks kommun och Lappland 66°41′11″N 20°37′20″Ö / 66.68643°N 20.62230°Ö
- Auvakkojaure (Jokkmokks socken, Lappland, 740730-171205), sjö i Jokkmokks kommun och Lappland 66°41′19″N 20°36′48″Ö / 66.68850°N 20.61340°Ö
- Avvejaure, sjö i Jokkmokks kommun och Lappland 66°33′10″N 19°37′04″Ö / 66.55269°N 19.61764°Ö
- Badje-Bieljaure, sjö i Arjeplogs kommun och Lappland 66°19′36″N 16°51′24″Ö / 66.32663°N 16.85657°Ö
- Bahasjaure, sjö i Arjeplogs kommun och Lappland 66°22′20″N 18°02′26″Ö / 66.37209°N 18.04069°Ö
- Baktasjaure, sjö i Arjeplogs kommun och Lappland 66°12′33″N 16°15′21″Ö / 66.20926°N 16.25586°Ö
- Baktejaure (Sorsele socken, Lappland), sjö i Sorsele kommun och Lappland 66°11′30″N 15°12′15″Ö / 66.19153°N 15.20415°Ö
- Baktejaure (Tärna socken, Lappland, 729720-146168), sjö i Storumans kommun och Lappland 65°46′24″N 14°58′06″Ö / 65.77339°N 14.96831°Ö
- Baktejaure (Tärna socken, Lappland, 729792-145421), sjö i Storumans kommun och Lappland 65°46′44″N 14°48′18″Ö / 65.77887°N 14.80501°Ö
- Baktisjaure, sjö i Storumans kommun och Lappland 65°12′17″N 16°37′12″Ö / 65.20461°N 16.62006°Ö
- Baktsjaure (Arvidsjaurs socken, Lappland, 725732-165900), sjö i Arvidsjaurs kommun och Lappland 65°22′19″N 19°15′31″Ö / 65.37185°N 19.25862°Ö
- Baktsjaure (Arvidsjaurs socken, Lappland, 731625-167152), sjö i Arvidsjaurs kommun och Lappland 65°54′13″N 19°34′12″Ö / 65.90372°N 19.57005°Ö
- Balgesjaure, sjö i Arvidsjaurs kommun och Lappland 65°35′03″N 19°23′01″Ö / 65.58419°N 19.38356°Ö
- Balkesjaure (Arjeplogs socken, Lappland, 730363-161700), sjö i Arjeplogs kommun och Lappland 65°48′49″N 18°22′05″Ö / 65.81363°N 18.36797°Ö
- Balkesjaure (Arjeplogs socken, Lappland, 733765-152968), sjö i Arjeplogs kommun och Lappland 66°08′30″N 16°27′37″Ö / 66.14154°N 16.46041°Ö
- Balkisjaure, sjö i Arjeplogs kommun och Lappland 66°15′44″N 16°37′46″Ö / 66.26235°N 16.62956°Ö
- Ballasjaure, sjö i Arjeplogs kommun och Lappland 66°29′03″N 16°34′39″Ö / 66.48412°N 16.57760°Ö
- Ballekjaure (Arjeplogs socken, Lappland, 734120-164253), sjö i Arjeplogs kommun och Lappland 66°08′05″N 18°57′45″Ö / 66.13485°N 18.96257°Ö
- Ballekjaure (Arjeplogs socken, Lappland, 738966-157074), sjö i Arjeplogs kommun och Lappland 66°36′35″N 17°23′19″Ö / 66.60970°N 17.38874°Ö
- Bargajaure, sjö i Arjeplogs kommun och Lappland 66°21′17″N 16°44′51″Ö / 66.35468°N 16.74762°Ö
- Bassejaure, sjö i Arjeplogs kommun och Lappland 66°08′30″N 17°26′00″Ö / 66.14172°N 17.43347°Ö
- Batgesjaure, sjö i Arvidsjaurs kommun och Lappland 65°32′16″N 18°38′42″Ö / 65.53776°N 18.64501°Ö
- Betsatjaure, sjö i Arvidsjaurs kommun och Lappland 65°35′23″N 18°49′57″Ö / 65.58971°N 18.83248°Ö
- Bielejaure, sjö i Storumans kommun och Lappland 65°39′58″N 14°56′49″Ö / 65.66600°N 14.94700°Ö
- Biellojaure, sjö i Sorsele kommun och Lappland 65°47′24″N 15°39′22″Ö / 65.78987°N 15.65612°Ö
- Bientjejaure, sjö i Arjeplogs kommun och Lappland 65°48′33″N 17°44′55″Ö / 65.80910°N 17.74854°Ö
- Biesojaure, sjö i Arjeplogs kommun och Lappland 66°29′37″N 16°31′56″Ö / 66.49358°N 16.53230°Ö
- Biessejaure, sjö i Arjeplogs kommun och Lappland 66°18′51″N 16°49′43″Ö / 66.31426°N 16.82862°Ö
- Bietjenjaure, sjö i Sorsele kommun och Lappland 65°51′03″N 15°58′43″Ö / 65.85074°N 15.97873°Ö
- Bietsasjaure, sjö i Arjeplogs kommun och Lappland 66°21′26″N 18°01′20″Ö / 66.35728°N 18.02216°Ö
- Bije-Dålgojaure, sjö i Storumans kommun och Lappland 65°37′53″N 14°57′27″Ö / 65.63126°N 14.95749°Ö
- Bije-Svappanjaure, sjö i Sorsele kommun och Lappland 65°44′58″N 16°21′01″Ö / 65.74943°N 16.35014°Ö
- Bijejaure (Arvidsjaurs socken, Lappland), sjö i Arvidsjaurs kommun och Lappland 65°39′52″N 18°50′57″Ö / 65.66433°N 18.84903°Ö
- Bijejaure (Sorsele socken, Lappland), sjö i Sorsele kommun och Lappland 65°45′07″N 15°59′42″Ö / 65.75207°N 15.99509°Ö
- Bijesvappanjaure, sjö i Sorsele kommun och Lappland 65°45′09″N 16°20′46″Ö / 65.75249°N 16.34606°Ö
- Birdejaure, sjö i Sorsele kommun och Lappland 66°14′31″N 15°29′43″Ö / 66.24207°N 15.49534°Ö
- Bissajaure, sjö i Sorsele kommun och Lappland 65°57′41″N 16°20′07″Ö / 65.96140°N 16.33529°Ö
- Bissejaure, sjö i Arjeplogs kommun och Lappland 66°21′37″N 17°37′03″Ö / 66.36027°N 17.61746°Ö
- Blassajaure, sjö i Arjeplogs kommun och Lappland 66°21′56″N 16°13′16″Ö / 66.36558°N 16.22112°Ö
- Blausjaure, sjö i Malå kommun och Lappland 65°15′49″N 18°37′41″Ö / 65.26360°N 18.62793°Ö
- Bläckkajaure, sjö i Arjeplogs kommun och Lappland 66°36′51″N 17°47′01″Ö / 66.61419°N 17.78364°Ö
- Brakkojaure, sjö i Storumans kommun och Lappland 65°56′28″N 14°52′50″Ö / 65.94123°N 14.88064°Ö
- Bruskonjaure, sjö i Arvidsjaurs kommun och Lappland 65°49′22″N 19°33′28″Ö / 65.82283°N 19.55777°Ö
- Bräirajaure, sjö i Sorsele kommun och Lappland 66°00′49″N 16°28′00″Ö / 66.01372°N 16.46661°Ö
- Buoktjaure, sjö i Arjeplogs kommun och Lappland 66°46′26″N 17°16′05″Ö / 66.77393°N 17.26797°Ö
- Buorgukejaure, sjö i Sorsele kommun och Lappland 65°49′19″N 15°50′22″Ö / 65.82187°N 15.83943°Ö
- Burejaure (Sorsele socken, Lappland), sjö i Sorsele kommun och Lappland 65°30′08″N 16°44′58″Ö / 65.50218°N 16.74944°Ö
- Burejaure (Tärna socken, Lappland), sjö i Storumans kommun och Lappland 65°34′40″N 15°40′30″Ö / 65.57788°N 15.67511°Ö
- Bänojaure, sjö i Arjeplogs kommun och Lappland 66°43′08″N 16°05′26″Ö / 66.71883°N 16.09062°Ö
- Bävvejaure, sjö i Arjeplogs kommun och Lappland 66°47′41″N 16°14′50″Ö / 66.79478°N 16.24722°Ö
- Båimatejaure, sjö i Storumans kommun och Lappland 65°41′26″N 14°51′29″Ö / 65.69068°N 14.85804°Ö
- Båksjaure (Arvidsjaurs socken, Lappland, 727972-166250), sjö i Arvidsjaurs kommun och Lappland 65°34′49″N 19°19′48″Ö / 65.58041°N 19.33010°Ö
- Båksjaure (Arvidsjaurs socken, Lappland, 729414-167706), sjö i Arvidsjaurs kommun och Lappland 65°41′47″N 19°39′44″Ö / 65.69629°N 19.66235°Ö
- Båktjajaure, sjö i Sorsele kommun och Lappland 66°07′58″N 15°52′30″Ö / 66.13287°N 15.87504°Ö
- Båktjosjaure, sjö i Arjeplogs kommun och Lappland 66°30′15″N 15°53′32″Ö / 66.50412°N 15.89224°Ö
- Bålkajaure, sjö i Arvidsjaurs kommun och Lappland 65°31′55″N 18°47′12″Ö / 65.53191°N 18.78659°Ö
- Bånesjaure, sjö i Rana kommun och Lappland 66°17′09″N 15°28′44″Ö / 66.28597°N 15.47898°Ö
- Bårekjaure, sjö i Arjeplogs kommun och Lappland 66°29′06″N 17°19′18″Ö / 66.48487°N 17.32176°Ö
- Bårgåjaure, sjö i Arjeplogs kommun och Lappland 66°18′10″N 18°17′08″Ö / 66.30270°N 18.28564°Ö
- Bårrejaure, sjö i Sorsele kommun och Lappland 65°41′13″N 17°28′09″Ö / 65.68707°N 17.46929°Ö
- Båsatjaure, sjö i Sorsele kommun och Lappland 66°07′22″N 16°15′59″Ö / 66.12269°N 16.26628°Ö
- Båssjosjaure, sjö i Arjeplogs kommun och Lappland 66°14′45″N 16°02′21″Ö / 66.24579°N 16.03924°Ö
- Båtkåjaure, sjö i Arjeplogs kommun och Lappland 66°54′41″N 16°36′15″Ö / 66.91139°N 16.60430°Ö
- Båtsojaure, sjö i Storumans kommun och Lappland 65°41′22″N 15°02′22″Ö / 65.68946°N 15.03958°Ö
- Dajeb Njakajaure, sjö i Kiruna kommun och Lappland 68°20′15″N 18°48′29″Ö / 68.33747°N 18.80801°Ö
- Daksjaure, sjö i Dorotea kommun och Lappland 64°56′52″N 14°50′42″Ö / 64.94765°N 14.84505°Ö
- Dalmijaure, sjö i Sorsele kommun och Lappland 65°42′47″N 17°10′48″Ö / 65.71309°N 17.17992°Ö
- Dalvesjaure, sjö i Storumans kommun och Lappland 65°46′46″N 14°56′16″Ö / 65.77950°N 14.93776°Ö
- Dautajaure, sjö i Sorsele kommun och Lappland 66°04′02″N 16°16′43″Ö / 66.06714°N 16.27875°Ö
- Davekjaure, sjö i Arjeplogs kommun och Lappland 66°22′33″N 18°33′00″Ö / 66.37588°N 18.54990°Ö
- Diebrenjaure, sjö i Vilhelmina kommun och Lappland 65°18′33″N 14°39′43″Ö / 65.30911°N 14.66181°Ö
- Dippajaure, sjö i Arvidsjaurs kommun och Lappland 65°59′23″N 18°42′03″Ö / 65.98963°N 18.70089°Ö
- Dirbmejaure, sjö i Arjeplogs kommun och Lappland 66°12′29″N 16°20′40″Ö / 66.20799°N 16.34444°Ö
- Dobmokjaure, sjö i Sorsele kommun och Lappland 65°43′57″N 17°13′21″Ö / 65.73262°N 17.22237°Ö
- Dulkajaure, sjö i Sorsele kommun och Lappland 65°39′37″N 16°13′43″Ö / 65.66022°N 16.22851°Ö
- Duolvesjaure, sjö i Arvidsjaurs kommun och Lappland 65°47′32″N 18°32′56″Ö / 65.79218°N 18.54882°Ö
- Duoranjaureh (Vilhelmina socken, Lappland, 722693-143498), sjö i Vilhelmina kommun och Lappland 65°08′22″N 14°24′59″Ö / 65.13956°N 14.41636°Ö
- Duoranjaureh (Vilhelmina socken, Lappland, 722719-143470), sjö i Vilhelmina kommun och Lappland 65°08′31″N 14°24′36″Ö / 65.14192°N 14.41005°Ö
- Duorrajauretje, sjö i Sorsele kommun och Lappland 66°09′12″N 15°08′39″Ö / 66.15344°N 15.14412°Ö
- Durrenjaure (Tärna socken, Lappland), sjö i Storumans kommun och Lappland 65°37′22″N 14°42′28″Ö / 65.62267°N 14.70771°Ö
- Durrenjaure (Vilhelmina socken, Lappland), sjö i Vilhelmina kommun och Lappland 65°07′32″N 14°42′09″Ö / 65.12561°N 14.70252°Ö
- Dårasjaure, sjö i Arvidsjaurs kommun och Lappland 65°55′10″N 19°27′57″Ö / 65.91944°N 19.46596°Ö
- Dåresjaure, sjö i Arvidsjaurs kommun och Lappland 65°41′02″N 19°55′23″Ö / 65.68389°N 19.92307°Ö
- Ellijaure, sjö i Arvidsjaurs kommun och Lappland 65°32′32″N 19°31′48″Ö / 65.54232°N 19.52990°Ö
- Erikjaure, sjö i Arjeplogs kommun och Lappland 66°14′42″N 18°50′33″Ö / 66.24497°N 18.84257°Ö
- Fabmojaure, sjö i Arjeplogs kommun och Lappland 66°15′45″N 17°18′05″Ö / 66.26262°N 17.30149°Ö
- Falajaure, sjö i Sorsele kommun och Lappland 65°48′35″N 15°58′44″Ö / 65.80976°N 15.97889°Ö
- Fasojaure, sjö i Sorsele kommun och Lappland 66°11′27″N 15°22′55″Ö / 66.19086°N 15.38191°Ö
- Fastejaure, sjö i Arvidsjaurs kommun och Lappland 65°33′07″N 19°25′30″Ö / 65.55187°N 19.42506°Ö
- Fastojaure, sjö i Jokkmokks kommun och Lappland 66°50′33″N 18°34′13″Ö / 66.84255°N 18.57035°Ö
- Fiellojaure, sjö i Sorsele kommun och Lappland 66°01′42″N 15°44′08″Ö / 66.02830°N 15.73563°Ö
- Fieteresjaure, sjö i Vilhelmina kommun och Lappland 65°09′20″N 15°19′25″Ö / 65.15563°N 15.32368°Ö
- Filpojaure, sjö i Storumans kommun och Lappland 65°48′20″N 14°47′38″Ö / 65.80561°N 14.79392°Ö
- Flottajaure, sjö i Arvidsjaurs kommun och Lappland 65°46′53″N 19°47′13″Ö / 65.78147°N 19.78686°Ö
- Framakjaure, sjö i Sorsele kommun och Lappland 66°11′00″N 15°59′08″Ö / 66.18327°N 15.98543°Ö
- Färiltjaure, sjö i Arjeplogs kommun och Lappland 66°44′24″N 16°52′00″Ö / 66.73991°N 16.86666°Ö
- Fästajaure, sjö i Jokkmokks kommun och Lappland 67°13′50″N 17°01′35″Ö / 67.23058°N 17.02643°Ö
- Fätnajaure, sjö i Arvidsjaurs kommun och Lappland 66°03′09″N 19°12′48″Ö / 66.05240°N 19.21327°Ö
- Gaisarjaure, sjö i Vilhelmina kommun och Lappland 65°21′13″N 14°41′30″Ö / 65.35355°N 14.69168°Ö
- Gaitsjaure, sjö i Arjeplogs kommun och Lappland 66°20′47″N 16°34′06″Ö / 66.34642°N 16.56846°Ö
- Gallajaure, sjö i Arjeplogs kommun och Lappland 66°20′31″N 18°12′03″Ö / 66.34198°N 18.20084°Ö
- Galtisjaure, sjö i Arjeplogs kommun och Lappland 66°07′55″N 17°59′49″Ö / 66.13208°N 17.99694°Ö
- Gapsjaure (Sorsele socken, Lappland), sjö i Sorsele kommun och Lappland 66°08′21″N 15°14′45″Ö / 66.13904°N 15.24570°Ö
- Gapsjaure (Tärna socken, Lappland), sjö i Storumans kommun och Lappland 65°36′53″N 14°38′19″Ö / 65.61462°N 14.63861°Ö
- Gardejaure (Arvidsjaurs socken, Lappland), sjö i Arvidsjaurs kommun och Lappland 65°21′42″N 18°56′43″Ö / 65.36173°N 18.94516°Ö
- Gardejaure (Lycksele socken, Lappland), sjö i Lycksele kommun och Lappland 64°59′32″N 17°56′16″Ö / 64.99222°N 17.93791°Ö
- Gardjaure, sjö i Arjeplogs kommun och Lappland 66°11′20″N 16°56′07″Ö / 66.18876°N 16.93539°Ö
- Garnejaure, sjö i Arvidsjaurs kommun och Lappland 65°35′24″N 18°46′41″Ö / 65.58997°N 18.77806°Ö
- Garvajaure, sjö i Arjeplogs kommun och Lappland 66°31′53″N 16°55′09″Ö / 66.53139°N 16.91919°Ö
- Gaska-Bieljaure, sjö i Arjeplogs kommun och Lappland 66°18′57″N 16°53′39″Ö / 66.31587°N 16.89426°Ö
- Gastejaure, sjö i Sorsele kommun och Lappland 65°57′33″N 16°38′00″Ö / 65.95919°N 16.63343°Ö
- Gausajaure, sjö i Sorsele kommun och Lappland 66°10′37″N 15°10′29″Ö / 66.17697°N 15.17478°Ö
- Gavasjaure, sjö i Arjeplogs kommun och Lappland 66°14′26″N 16°17′14″Ö / 66.24047°N 16.28710°Ö
- Geijaure, sjö i Arvidsjaurs kommun och Lappland 65°33′11″N 18°25′25″Ö / 65.55314°N 18.42357°Ö
- Geukajaure (Arjeplogs socken, Lappland), sjö i Arjeplogs kommun och Lappland 65°52′04″N 18°18′31″Ö / 65.86782°N 18.30870°Ö
- Giejaure, sjö i Arjeplogs kommun och Lappland 66°06′52″N 18°08′09″Ö / 66.11434°N 18.13596°Ö
- Giengeljaure (Sorsele socken, Lappland, 733677-150432), sjö i Sorsele kommun och Lappland 66°07′37″N 15°54′18″Ö / 66.12693°N 15.90491°Ö
- Giengeljaure (Sorsele socken, Lappland, 734283-147239), sjö i Sorsele kommun och Lappland 66°11′10″N 15°10′43″Ö / 66.18622°N 15.17854°Ö
- Gierkejaure, sjö i Sorsele kommun och Lappland 65°50′02″N 16°08′13″Ö / 65.83398°N 16.13704°Ö
- Giertejaure, sjö i Storumans kommun och Lappland 65°51′10″N 14°49′21″Ö / 65.85279°N 14.82250°Ö
- Giertsjaure, sjö i Sorsele kommun och Lappland 65°52′03″N 17°08′44″Ö / 65.86759°N 17.14544°Ö
- Gietsesjaure, sjö i Arjeplogs kommun och Lappland 66°28′58″N 16°45′02″Ö / 66.48264°N 16.75042°Ö
- Gilvenjaure, sjö i Sorsele kommun och Lappland 66°09′31″N 16°05′36″Ö / 66.15871°N 16.09341°Ö
- Girijaure, sjö i Storumans kommun och Lappland 65°26′18″N 16°35′00″Ö / 65.43845°N 16.58334°Ö
- Gisamjaure, sjö i Sorsele kommun och Lappland 66°09′25″N 15°54′39″Ö / 66.15706°N 15.91078°Ö
- Gittunjaure, sjö i Arjeplogs kommun och Lappland 66°17′20″N 18°32′09″Ö / 66.28881°N 18.53595°Ö
- Giängeljaure, sjö i Sorsele kommun och Lappland 65°50′43″N 15°52′27″Ö / 65.84517°N 15.87427°Ö
- Graddasjaure, sjö i Arjeplogs kommun och Lappland 66°41′03″N 15°56′19″Ö / 66.68415°N 15.93858°Ö
- Graipejaure (Sorsele socken, Lappland, 731195-150271), sjö i Sorsele kommun och Lappland 65°54′22″N 15°52′04″Ö / 65.90616°N 15.86785°Ö
- Graipejaure (Sorsele socken, Lappland, 732596-152737), sjö i Sorsele kommun och Lappland 66°02′04″N 16°24′25″Ö / 66.03432°N 16.40694°Ö
- Grajakjaure, sjö i Arjeplogs kommun och Lappland 66°19′33″N 16°47′07″Ö / 66.32575°N 16.78536°Ö
- Graptajaure, sjö i Arjeplogs kommun och Lappland 66°04′51″N 16°55′51″Ö / 66.08072°N 16.93081°Ö
- Grepejaure, sjö i Arjeplogs kommun och Lappland 66°36′03″N 16°35′52″Ö / 66.60070°N 16.59769°Ö
- Gritjajaure, sjö i Arjeplogs kommun och Lappland 66°14′49″N 17°09′15″Ö / 66.24684°N 17.15419°Ö
- Gruombajaure, sjö i Arjeplogs kommun och Lappland 66°36′18″N 16°52′28″Ö / 66.60498°N 16.87443°Ö
- Gruossajaure, sjö i Arjeplogs kommun och Lappland 66°00′11″N 18°26′39″Ö / 66.00304°N 18.44428°Ö
- Gruppejaure, sjö i Sorsele kommun och Lappland 66°09′53″N 15°16′31″Ö / 66.16461°N 15.27528°Ö
- Gruvejaure, sjö i Storumans kommun och Lappland 65°42′40″N 14°55′16″Ö / 65.71106°N 14.92111°Ö
- Gråbbojaure, sjö i Storumans kommun och Lappland 65°41′58″N 14°46′21″Ö / 65.69936°N 14.77260°Ö
- Gublijaure, sjö i Arjeplogs kommun och Lappland 66°02′44″N 18°20′12″Ö / 66.04568°N 18.33654°Ö
- Guijaure, sjö i Arjeplogs kommun och Lappland 66°35′31″N 15°56′14″Ö / 66.59188°N 15.93719°Ö
- Guikuljaureh (Arjeplogs socken, Lappland), sjö i Arjeplogs kommun och Lappland 66°38′26″N 15°55′34″Ö / 66.64067°N 15.92615°Ö
- Guikuljaureh, Lappland, sjö i Arjeplogs kommun och Lappland 66°37′39″N 15°58′31″Ö / 66.62744°N 15.97531°Ö
- Guikuljaureh, sjö i Arjeplogs kommun och Lappland 66°38′06″N 15°56′59″Ö / 66.63491°N 15.94961°Ö
- Gukkejaure, sjö i Storumans kommun och Lappland 65°33′19″N 14°39′14″Ö / 65.55527°N 14.65383°Ö
- Gukkesbeurakjaure, sjö i Rana kommun och Lappland 66°14′06″N 15°18′39″Ö / 66.23513°N 15.31070°Ö
- Gukkesjaure (Sorsele socken, Lappland, 731285-148684), sjö i Sorsele kommun och Lappland 65°55′20″N 15°30′30″Ö / 65.92229°N 15.50823°Ö
- Gukkesjaure (Sorsele socken, Lappland, 732026-148882), sjö i Sorsele kommun och Lappland 65°59′05″N 15°33′26″Ö / 65.98480°N 15.55724°Ö
- Guletsjaure, sjö i Sorsele kommun och Lappland 66°06′46″N 15°12′55″Ö / 66.11265°N 15.21531°Ö
- Guoblejaure, sjö i Storumans kommun och Lappland 65°47′03″N 14°48′02″Ö / 65.78422°N 14.80066°Ö
- Guodelisjaure, sjö i Arjeplogs kommun och Lappland 66°23′56″N 17°55′23″Ö / 66.39885°N 17.92309°Ö
- Guodunjaure, sjö i Arjeplogs kommun och Lappland 66°23′44″N 18°00′57″Ö / 66.39568°N 18.01571°Ö
- Guolesjauretje, sjö i Storumans kommun och Lappland 65°40′22″N 14°39′44″Ö / 65.67283°N 14.66209°Ö
- Guoletisjaure, sjö i Arjeplogs kommun och Lappland 66°11′20″N 18°07′01″Ö / 66.18892°N 18.11685°Ö
- Guoletsijaure, sjö i Arjeplogs kommun och Lappland 66°34′31″N 16°07′06″Ö / 66.57521°N 16.11826°Ö
- Guoletsjaure (Sorsele socken, Lappland, 731018-152164), sjö i Sorsele kommun och Lappland 65°53′23″N 16°16′25″Ö / 65.88977°N 16.27373°Ö
- Guoletsjaure (Sorsele socken, Lappland, 733518-151883), sjö i Sorsele kommun och Lappland 66°07′13″N 16°13′06″Ö / 66.12023°N 16.21822°Ö
- Guopasjaure, sjö i Arjeplogs kommun och Lappland 66°10′58″N 17°22′22″Ö / 66.18272°N 17.37265°Ö
- Guoptsejaure, sjö i Sorsele kommun och Lappland 66°00′45″N 15°45′28″Ö / 66.01244°N 15.75771°Ö
- Guorpajaure, sjö i Arvidsjaurs kommun och Lappland 65°43′47″N 19°28′48″Ö / 65.72971°N 19.48008°Ö
- Guortesjaure, sjö i Arvidsjaurs kommun och Lappland 65°35′30″N 19°36′31″Ö / 65.59175°N 19.60862°Ö
- Guotelisjauretje, sjö i Vilhelmina kommun och Lappland 65°21′41″N 14°34′18″Ö / 65.36150°N 14.57163°Ö
- Guoudelisjaure (Arvidsjaurs socken, Lappland, 731082-164675), sjö i Arvidsjaurs kommun och Lappland 65°52′06″N 19°01′26″Ö / 65.86830°N 19.02386°Ö
- Guoudelisjaure (Arvidsjaurs socken, Lappland, 731251-163924), sjö i Arvidsjaurs kommun och Lappland 65°52′57″N 18°52′17″Ö / 65.88247°N 18.87136°Ö
- Guoutejaure (Sorsele socken, Lappland), sjö i Sorsele kommun och Lappland 66°03′44″N 15°44′30″Ö / 66.06229°N 15.74172°Ö
- Guoutejaure (Tärna socken, Lappland), sjö i Storumans kommun och Lappland 65°37′37″N 15°00′34″Ö / 65.62706°N 15.00951°Ö
- Guoutelesjaure (Tärna socken, Lappland, 728108-145089), sjö i Storumans kommun och Lappland 65°37′39″N 14°44′20″Ö / 65.62737°N 14.73878°Ö
- Guoutelesjaure (Tärna socken, Lappland, 728923-145455), sjö i Storumans kommun och Lappland 65°41′44″N 14°48′04″Ö / 65.69552°N 14.80105°Ö
- Guoutelisjaure, sjö i Sorsele kommun och Lappland 65°55′04″N 15°58′10″Ö / 65.91774°N 15.96952°Ö
- Guoutelisjauretje, sjö i Vilhelmina kommun och Lappland 65°23′04″N 15°07′50″Ö / 65.38450°N 15.13065°Ö
- Guplesjauretje, sjö i Storumans kommun och Lappland 65°40′15″N 14°39′33″Ö / 65.67075°N 14.65914°Ö
- Gurstejaure, sjö i Arvidsjaurs kommun och Lappland 65°53′21″N 18°49′35″Ö / 65.88919°N 18.82651°Ö
- Gurtejaure, sjö i Storumans kommun och Lappland 65°32′52″N 14°44′44″Ö / 65.54777°N 14.74550°Ö
- Gusjauretje, sjö i Vilhelmina kommun och Lappland 65°12′18″N 14°28′38″Ö / 65.20488°N 14.47724°Ö
- Guttajaure, sjö i Sorsele kommun och Lappland 65°53′39″N 15°31′15″Ö / 65.89425°N 15.52084°Ö
- Gärkejaure, sjö i Sorsele kommun och Lappland 66°03′46″N 15°14′42″Ö / 66.06272°N 15.24495°Ö
- Gärrimjaure, sjö i Arjeplogs kommun och Lappland 66°40′00″N 15°59′46″Ö / 66.66678°N 15.99616°Ö
- Gåbdåjaure, sjö i Arjeplogs kommun och Lappland 66°01′34″N 18°42′25″Ö / 66.02605°N 18.70702°Ö
- Gåivojaure, sjö i Arjeplogs kommun och Lappland 66°35′14″N 16°37′53″Ö / 66.58716°N 16.63152°Ö
- Gålnåsjaureh (Arjeplogs socken, Lappland), sjö i Arjeplogs kommun och Lappland 66°25′42″N 16°28′48″Ö / 66.42826°N 16.48000°Ö
- Gålnåsjaureh, Lappland, sjö i Arjeplogs kommun och Lappland 66°25′41″N 16°27′03″Ö / 66.42811°N 16.45087°Ö
- Habakjaure, sjö i Sorsele kommun och Lappland 66°11′41″N 15°43′39″Ö / 66.19483°N 15.72740°Ö
- Hakitjaure, sjö i Jokkmokks kommun och Lappland 66°39′51″N 20°36′03″Ö / 66.66425°N 20.60097°Ö
- Hanhijaure, sjö i Gällivare kommun och Lappland 67°38′46″N 20°11′29″Ö / 67.64624°N 20.19129°Ö
- Hapakjaure, sjö i Gällivare kommun och Lappland 67°30′03″N 19°06′42″Ö / 67.50086°N 19.11171°Ö
- Hapsasjaure, sjö i Gällivare kommun och Lappland 67°00′54″N 19°56′35″Ö / 67.01488°N 19.94302°Ö
- Harrejaure (Arjeplogs socken, Lappland), sjö i Arjeplogs kommun och Lappland 66°21′23″N 17°48′47″Ö / 66.35625°N 17.81313°Ö
- Harrejaure (Arvidsjaurs socken, Lappland, 728014-166652), sjö i Arvidsjaurs kommun och Lappland 65°34′47″N 19°24′53″Ö / 65.57986°N 19.41464°Ö
- Harrejaure (Arvidsjaurs socken, Lappland, 730859-165513), sjö i Arvidsjaurs kommun och Lappland 65°50′14″N 19°12′17″Ö / 65.83710°N 19.20465°Ö
- Harrejaure (Gällivare socken, Lappland, 741454-171156), sjö i Gällivare kommun och Lappland 66°45′11″N 20°37′37″Ö / 66.75316°N 20.62696°Ö
- Harrejaure (Gällivare socken, Lappland, 747926-165557), sjö i Gällivare kommun och Lappland 67°22′08″N 19°24′41″Ö / 67.36885°N 19.41135°Ö
- Harrejaure (Gällivare socken, Lappland, 748982-166511), sjö i Gällivare kommun och Lappland 67°27′19″N 19°39′27″Ö / 67.45519°N 19.65748°Ö
- Harrejaure (Gällivare socken, Lappland, 750589-162435), sjö i Gällivare kommun och Lappland 67°35′51″N 18°45′55″Ö / 67.59750°N 18.76524°Ö
- Harrejaure (Gällivare socken, Lappland, 751461-166481), sjö i Gällivare kommun och Lappland 67°40′57″N 19°40′21″Ö / 67.68241°N 19.67247°Ö
- Harrejaure (Jokkmokks socken, Lappland), sjö i Jokkmokks kommun och Lappland 66°57′39″N 18°51′30″Ö / 66.96094°N 18.85822°Ö
- Harrejaure (Jukkasjärvi socken, Lappland), sjö i Kiruna kommun och Lappland 68°06′48″N 19°55′02″Ö / 68.11322°N 19.91735°Ö
- Harrejaureh, sjö i Kiruna kommun och Lappland 68°04′37″N 20°20′21″Ö / 68.07702°N 20.33905°Ö
- Harrekutjaure, sjö i Kiruna kommun och Lappland 68°06′15″N 20°35′22″Ö / 68.10428°N 20.58952°Ö
- Harrijaure, sjö i Jokkmokks kommun och Lappland 66°36′22″N 20°02′38″Ö / 66.60623°N 20.04396°Ö
- Harrokjaure (Arjeplogs socken, Lappland), sjö i Arjeplogs kommun och Lappland 66°44′27″N 17°33′42″Ö / 66.74097°N 17.56167°Ö
- Harrokjaure (Jokkmokks socken, Lappland, 735750-163713), sjö i Jokkmokks kommun och Lappland 66°16′49″N 18°51′50″Ö / 66.28036°N 18.86400°Ö
- Harrokjaure (Jokkmokks socken, Lappland, 741031-162481), sjö i Jokkmokks kommun och Lappland 66°46′12″N 18°38′46″Ö / 66.77004°N 18.64607°Ö
- Haugajaure (Arjeplogs socken, Skellefteälvens avrinningsområde), sjö i Arjeplogs kommun och Lappland 66°26′29″N 16°58′38″Ö / 66.44146°N 16.97727°Ö
- Haugajaure (Arjeplogs socken, Umeälvens avrinningsområde), sjö i Arjeplogs kommun och Lappland 66°08′38″N 17°01′28″Ö / 66.14378°N 17.02443°Ö
- Haukajaure (Gällivare socken, Lappland, 745814-172025), sjö i Gällivare kommun och Lappland 67°08′17″N 20°53′15″Ö / 67.13816°N 20.88756°Ö
- Haukajaure (Gällivare socken, Lappland, 751167-165786), sjö i Gällivare kommun och Lappland 67°39′10″N 19°31′26″Ö / 67.65273°N 19.52390°Ö
- Haukajaure (Jokkmokks socken, Lappland, 737144-168615), sjö i Jokkmokks kommun och Lappland 66°23′17″N 19°58′19″Ö / 66.38797°N 19.97202°Ö
- Haukajaure (Jokkmokks socken, Lappland, 741215-168433), sjö i Jokkmokks kommun och Lappland 66°45′04″N 19°59′26″Ö / 66.75105°N 19.99045°Ö
- Haukanjaure, sjö i Arjeplogs kommun och Lappland 65°43′59″N 18°02′01″Ö / 65.73299°N 18.03350°Ö
- Haukejaure, sjö i Gällivare kommun och Lappland 66°47′49″N 20°30′28″Ö / 66.79685°N 20.50769°Ö
- Haukejauretjärnen, sjö i Arvidsjaurs kommun och Lappland 65°55′31″N 19°07′07″Ö / 65.92536°N 19.11853°Ö
- Haukokjaure, sjö i Jokkmokks kommun och Lappland 66°41′00″N 17°59′15″Ö / 66.68344°N 17.98752°Ö
- Heimajaure, sjö i Jokkmokks kommun och Lappland 66°54′04″N 19°14′01″Ö / 66.90103°N 19.23360°Ö
- Hierkepieljaure, sjö i Jokkmokks kommun och Lappland 66°40′29″N 20°09′26″Ö / 66.67465°N 20.15725°Ö
- Hukejaure, sjö i Gällivare kommun och Lappland 67°56′40″N 17°57′49″Ö / 67.94455°N 17.96366°Ö
- Härkejaure, sjö i Kiruna kommun och Lappland 68°44′17″N 20°40′52″Ö / 68.73811°N 20.68108°Ö
- Härralakjaure, sjö i Jokkmokks kommun och Lappland 66°44′16″N 17°39′04″Ö / 66.73789°N 17.65107°Ö
- Hästjaure, sjö i Jokkmokks kommun och Lappland 66°41′12″N 19°39′07″Ö / 66.68657°N 19.65190°Ö
- Håikanjaure, sjö i Kiruna kommun och Lappland 68°18′57″N 18°17′35″Ö / 68.31581°N 18.29298°Ö
- Håljojaure, sjö i Arvidsjaurs kommun och Lappland 65°40′01″N 19°02′07″Ö / 65.66696°N 19.03519°Ö
- Hålkåsjaure, sjö i Arjeplogs kommun och Lappland 66°35′26″N 17°47′19″Ö / 66.59044°N 17.78874°Ö
- Hårsåjaure, sjö i Jokkmokks kommun och Lappland 67°04′25″N 18°40′12″Ö / 67.07358°N 18.67009°Ö
- Håurajaure, sjö i Gällivare kommun och Lappland 67°58′27″N 17°46′24″Ö / 67.97411°N 17.77333°Ö
- Iekeljaure, sjö i Jokkmokks kommun och Lappland 66°42′37″N 18°57′00″Ö / 66.71015°N 18.95008°Ö
- Iggejaure, sjö i Arvidsjaurs kommun och Lappland 66°01′19″N 19°30′27″Ö / 66.02199°N 19.50739°Ö
- Ijamjaure, sjö i Gällivare kommun och Lappland 67°14′24″N 19°31′37″Ö / 67.23996°N 19.52695°Ö
- Ikesjaure, sjö i Arjeplogs kommun och Lappland 66°50′41″N 16°07′21″Ö / 66.84485°N 16.12237°Ö
- Imojaure, sjö i Gällivare kommun och Lappland 67°43′50″N 18°42′36″Ö / 67.73068°N 18.71011°Ö
- Inkajaure, sjö i Kiruna kommun och Lappland 68°27′55″N 18°20′42″Ö / 68.46521°N 18.34505°Ö
- Ittanjaure, sjö i Kiruna kommun och Lappland 68°22′11″N 19°42′31″Ö / 68.36973°N 19.70865°Ö
- Jallejaure, sjö i Vilhelmina kommun och Lappland 65°09′29″N 16°02′19″Ö / 65.15802°N 16.03862°Ö
- Jamejaure, sjö i Kiruna kommun och Lappland 68°23′56″N 21°50′44″Ö / 68.39889°N 21.84561°Ö
- Jamekjaure, sjö i Arjeplogs kommun och Lappland 66°57′09″N 16°48′24″Ö / 66.95257°N 16.80679°Ö
- Japmajaure, sjö i Kiruna kommun och Lappland 68°31′35″N 18°12′00″Ö / 68.52637°N 18.19989°Ö
- Jeggejaure (Jokkmokks socken, Lappland, 735050-169527), sjö i Jokkmokks kommun och Lappland 66°11′40″N 20°08′37″Ö / 66.19442°N 20.14374°Ö
- Jeggejaure (Jokkmokks socken, Lappland, 735408-166991), sjö i Jokkmokks kommun och Lappland 66°14′21″N 19°34′53″Ö / 66.23906°N 19.58130°Ö
- Jekejaure, sjö i Kiruna kommun och Lappland 68°09′30″N 20°03′04″Ö / 68.15843°N 20.05113°Ö
- Jeknajaure, sjö i Jokkmokks kommun och Lappland 67°12′35″N 17°45′49″Ö / 67.20972°N 17.76371°Ö
- Jeltomjaure, sjö i Lycksele kommun och Lappland 64°48′56″N 18°16′17″Ö / 64.81558°N 18.27127°Ö
- Jemesjauretje, sjö i Storumans kommun och Lappland 65°32′33″N 14°48′16″Ö / 65.54243°N 14.80458°Ö
- Jengakjaure (Arjeplogs socken, Lappland), sjö i Arjeplogs kommun och Lappland 66°58′42″N 16°44′42″Ö / 66.97833°N 16.74508°Ö
- Jengakjaure, Lappland, sjö i Arjeplogs kommun och Lappland 66°59′58″N 16°44′44″Ö / 66.99931°N 16.74543°Ö
- Jengeljaure, sjö i Sorsele kommun och Lappland 65°59′54″N 15°40′05″Ö / 65.99830°N 15.66811°Ö
- Jerijaure, sjö i Sorsele kommun och Lappland 65°44′31″N 17°10′23″Ö / 65.74195°N 17.17316°Ö
- Jeutojaure, sjö i Kiruna kommun och Lappland 68°28′09″N 20°50′52″Ö / 68.46907°N 20.84783°Ö
- Jieprenjaure, sjö i Kiruna kommun och Lappland 68°28′11″N 18°56′27″Ö / 68.46974°N 18.94089°Ö
- Jiertajaure, sjö i Jokkmokks kommun och Lappland 67°29′49″N 18°11′46″Ö / 67.49706°N 18.19621°Ö
- Jille-Ruffejaure, sjö i Storumans kommun och Lappland 65°41′00″N 15°12′17″Ö / 65.68338°N 15.20467°Ö
- Jille-Skeblejaure, sjö i Sorsele kommun och Lappland 66°07′34″N 15°49′14″Ö / 66.12616°N 15.82057°Ö
- Jirejaure, sjö i Sorsele kommun och Lappland 66°00′39″N 15°14′29″Ö / 66.01087°N 15.24125°Ö
- Johannesjaure, sjö i Kiruna kommun och Lappland 67°54′36″N 19°56′10″Ö / 67.91010°N 19.93604°Ö
- Jortajaure, sjö i Gällivare kommun och Lappland 67°49′19″N 18°22′46″Ö / 67.82201°N 18.37948°Ö
- Juggijaure, sjö i Jokkmokks kommun och Lappland 66°39′34″N 20°00′54″Ö / 66.65957°N 20.01505°Ö
- Juksjaure, sjö i Storumans kommun och Lappland 65°40′22″N 15°34′43″Ö / 65.67274°N 15.57873°Ö
- Juksjkjaure, sjö i Arvidsjaurs kommun och Lappland 65°55′59″N 18°36′59″Ö / 65.93295°N 18.61644°Ö
- Jullejaure (Arvidsjaurs socken, Lappland, 727809-164685), sjö i Arvidsjaurs kommun och Lappland 65°34′16″N 18°59′13″Ö / 65.57102°N 18.98685°Ö
- Jullejaure (Arvidsjaurs socken, Lappland, 730419-166172), sjö i Arvidsjaurs kommun och Lappland 65°48′07″N 19°20′23″Ö / 65.80190°N 19.33960°Ö
- Jullejaure (Jokkmokks socken, Lappland), sjö i Jokkmokks kommun och Lappland 66°51′14″N 18°37′59″Ö / 66.85383°N 18.63297°Ö
- Junkajaure (Jokkmokks socken, Lappland), sjö i Jokkmokks kommun och Lappland 67°13′27″N 16°55′59″Ö / 67.22417°N 16.93308°Ö
- Junkajaure (Jukkasjärvi socken, Lappland), sjö i Kiruna kommun och Lappland 67°56′11″N 19°47′11″Ö / 67.93635°N 19.78639°Ö
- Juokeljaure, sjö i Jokkmokks kommun och Lappland 66°16′39″N 19°31′25″Ö / 66.27755°N 19.52352°Ö
- Juokojaure, sjö i Jokkmokks kommun och Lappland 66°31′57″N 19°36′19″Ö / 66.53242°N 19.60529°Ö
- Juongajaure, sjö i Jokkmokks kommun och Lappland 66°34′42″N 19°11′57″Ö / 66.57821°N 19.19912°Ö
- Juovajaure, sjö i Kiruna kommun och Lappland 67°45′33″N 20°26′51″Ö / 67.75910°N 20.44747°Ö
- Juovasjaure, sjö i Jokkmokks kommun och Lappland 66°33′54″N 20°40′47″Ö / 66.56500°N 20.67977°Ö
- Juovejauretje (Tärna socken, Lappland, 728278-144534), sjö i Storumans kommun och Lappland 65°38′30″N 14°37′03″Ö / 65.64172°N 14.61763°Ö
- Juovejauretje (Tärna socken, Lappland, 728320-144453), sjö i Storumans kommun och Lappland 65°38′44″N 14°35′56″Ö / 65.64561°N 14.59877°Ö
- Juovjaure, sjö i Jokkmokks kommun och Lappland 66°49′13″N 19°17′15″Ö / 66.82040°N 19.28750°Ö
- Juovvajaure, sjö i Kiruna kommun och Lappland 68°07′41″N 19°44′19″Ö / 68.12807°N 19.73864°Ö
- Jurrejaure, sjö i Arvidsjaurs kommun och Lappland 65°57′40″N 19°36′31″Ö / 65.96124°N 19.60848°Ö
- Jurunjaure, sjö i Arjeplogs kommun och Lappland 66°47′28″N 16°04′33″Ö / 66.79122°N 16.07577°Ö
- Jutsajaure, sjö i Gällivare kommun och Lappland 67°02′59″N 19°57′27″Ö / 67.04972°N 19.95748°Ö
- Jäggejaure, sjö i Gällivare kommun och Lappland 67°17′00″N 19°53′31″Ö / 67.28325°N 19.89193°Ö
- Jäknajaure, sjö i Arjeplogs kommun och Lappland 66°04′40″N 18°56′12″Ö / 66.07765°N 18.93667°Ö
- Järtajaure (Arjeplogs socken, Lappland), sjö i Arjeplogs kommun och Lappland 66°29′41″N 16°42′15″Ö / 66.49484°N 16.70416°Ö
- Järtajaure (Arvidsjaurs socken, Lappland), sjö i Arvidsjaurs kommun och Lappland 65°30′35″N 18°55′27″Ö / 65.50975°N 18.92422°Ö
- Jåddejauretjärnen, sjö i Arvidsjaurs kommun och Lappland 65°56′53″N 19°09′50″Ö / 65.94808°N 19.16394°Ö
- Jåkahismuotkejaure, sjö i Kiruna kommun och Lappland 68°02′33″N 18°01′41″Ö / 68.04245°N 18.02816°Ö
- Jåkkåjaure, sjö i Jokkmokks kommun och Lappland 66°17′03″N 20°08′32″Ö / 66.28404°N 20.14223°Ö
- Jållejaure, sjö i Jokkmokks kommun och Lappland 67°14′23″N 16°44′21″Ö / 67.23968°N 16.73929°Ö
- Jålpa jaure, sjö i Kiruna kommun och Lappland 67°59′32″N 19°29′56″Ö / 67.99218°N 19.49887°Ö
- Jårbes-Åikejaure, sjö i Sorsele kommun och Lappland 66°02′58″N 15°35′48″Ö / 66.04934°N 15.59677°Ö
- Jårgajaure, sjö i Arjeplogs kommun och Lappland 66°17′48″N 18°02′43″Ö / 66.29666°N 18.04514°Ö
- Jårmejaure, sjö i Gällivare kommun och Lappland 67°43′34″N 17°39′31″Ö / 67.72610°N 17.65868°Ö
- Jårpasåkasjaure, sjö i Gällivare kommun och Lappland 67°27′57″N 19°20′18″Ö / 67.46582°N 19.33828°Ö
- Jårpåkjaure, sjö i Jokkmokks kommun och Lappland 66°12′32″N 19°08′53″Ö / 66.20897°N 19.14812°Ö
- Jåvvijaure, sjö i Gällivare kommun och Lappland 66°47′03″N 20°27′24″Ö / 66.78426°N 20.45654°Ö
- Kaddejaure, sjö i Jokkmokks kommun och Lappland 66°39′04″N 19°20′03″Ö / 66.65101°N 19.33425°Ö
- Kaisejaure (Gällivare socken, Lappland, 751098-162776), sjö i Gällivare kommun och Lappland 67°39′55″N 18°48′24″Ö / 67.66522°N 18.80655°Ö
- Kaisejaure (Gällivare socken, Lappland, 753708-158769), sjö i Gällivare kommun och Lappland 67°55′11″N 17°56′00″Ö / 67.91964°N 17.93345°Ö
- Kaitasjaure, sjö i Kiruna kommun och Lappland 68°01′42″N 19°55′53″Ö / 68.02843°N 19.93128°Ö
- Kakerjaure, sjö i Jokkmokks kommun och Lappland 66°34′51″N 20°37′05″Ö / 66.58085°N 20.61805°Ö
- Kalajaure, sjö i Gällivare kommun och Lappland 67°51′11″N 17°03′31″Ö / 67.85305°N 17.05866°Ö
- Kalanjaure, sjö i Kiruna kommun och Lappland 68°08′05″N 18°06′52″Ö / 68.13475°N 18.11432°Ö
- Kallakjaure (Jokkmokks socken, Lappland, 734602-169630), sjö i Jokkmokks kommun och Lappland 66°08′59″N 20°09′19″Ö / 66.14980°N 20.15518°Ö
- Kallakjaure (Jokkmokks socken, Lappland, 741446-164740), sjö i Jokkmokks kommun och Lappland 66°47′21″N 19°08′51″Ö / 66.78930°N 19.14747°Ö
- Kallakjaure (Jokkmokks socken, Lappland, 744568-158879), sjö i Jokkmokks kommun och Lappland 67°05′45″N 17°52′07″Ö / 67.09591°N 17.86872°Ö
- Kallojaure (Gällivare socken, Lappland, 749581-164141), sjö i Gällivare kommun och Lappland 67°31′43″N 19°06′47″Ö / 67.52849°N 19.11298°Ö
- Kallojaure (Gällivare socken, Lappland, 750279-168481), sjö i Gällivare kommun och Lappland 67°33′34″N 20°08′44″Ö / 67.55933°N 20.14554°Ö
- Kallojaure (Jokkmokks socken, Lappland, 737698-168223), sjö i Jokkmokks kommun och Lappland 66°26′22″N 19°53′33″Ö / 66.43949°N 19.89238°Ö
- Kallojaure (Jokkmokks socken, Lappland, 740626-169518), sjö i Jokkmokks kommun och Lappland 66°41′29″N 20°13′47″Ö / 66.69150°N 20.22963°Ö
- Kallojaure (Jokkmokks socken, Lappland, 744767-154309), sjö i Jokkmokks kommun och Lappland 67°07′38″N 16°48′18″Ö / 67.12728°N 16.80502°Ö
- Kalpejaure, sjö i Jokkmokks kommun och Lappland 67°42′47″N 16°46′17″Ö / 67.71304°N 16.77128°Ö
- Kaltisjaure, sjö i Jokkmokks kommun och Lappland 66°41′35″N 20°28′13″Ö / 66.69299°N 20.47040°Ö
- Kamajaure, sjö i Kiruna kommun och Lappland 68°13′15″N 18°23′48″Ö / 68.22074°N 18.39668°Ö
- Kamasjaure (Gällivare socken, Lappland), sjö i Gällivare kommun och Lappland 67°34′57″N 20°00′26″Ö / 67.58248°N 20.00717°Ö
- Kamasjaure (Jukkasjärvi socken, Lappland), sjö i Kiruna kommun och Lappland 68°05′27″N 19°51′42″Ö / 68.09070°N 19.86163°Ö
- Kanijaure, sjö i Gällivare kommun och Lappland 67°36′06″N 20°33′05″Ö / 67.60169°N 20.55149°Ö
- Kanisjaure, sjö i Kiruna kommun och Lappland 68°30′05″N 18°20′12″Ö / 68.50131°N 18.33664°Ö
- Kapasjaure, sjö i Jokkmokks kommun och Lappland 67°16′58″N 16°32′28″Ö / 67.28276°N 16.54124°Ö
- Kappåijaure, sjö i Kiruna kommun och Lappland 69°02′27″N 20°16′23″Ö / 69.04086°N 20.27292°Ö
- Karanisjaure (Gällivare socken, Lappland, 751957-168635), sjö i Gällivare kommun och Lappland 67°42′41″N 20°12′07″Ö / 67.71127°N 20.20202°Ö
- Karanisjaure (Gällivare socken, Lappland, 751996-168531), sjö i Gällivare kommun och Lappland 67°42′51″N 20°11′31″Ö / 67.71424°N 20.19193°Ö
- Karkojaure, sjö i Jokkmokks kommun och Lappland 66°43′36″N 20°36′49″Ö / 66.72669°N 20.61359°Ö
- Kartimjaure, sjö i Jokkmokks kommun och Lappland 66°10′09″N 20°07′08″Ö / 66.16915°N 20.11875°Ö
- Kasakjaure, sjö i Jokkmokks kommun och Lappland 67°20′00″N 16°19′18″Ö / 67.33347°N 16.32174°Ö
- Kaska Njåtjosjaure, sjö i Jokkmokks kommun och Lappland 67°13′17″N 17°17′33″Ö / 67.22151°N 17.29255°Ö
- Kaska-Harajaure, sjö i Jokkmokks kommun och Lappland 66°36′04″N 20°35′00″Ö / 66.60123°N 20.58334°Ö
- Kaska-Kaitumjaure, sjö i Gällivare kommun och Lappland 67°40′56″N 18°38′02″Ö / 67.68222°N 18.63400°Ö
- Kaska-Stainasjaure, sjö i Jokkmokks kommun och Lappland 66°49′50″N 19°11′42″Ö / 66.83058°N 19.19503°Ö
- Kaskajaure (Arjeplogs socken, Lappland), sjö i Arjeplogs kommun och Lappland 66°39′11″N 17°37′59″Ö / 66.65315°N 17.63299°Ö
- Kaskajaure (Jokkmokks socken, Lappland, 734909-168901), sjö i Jokkmokks kommun och Lappland 66°10′56″N 20°00′28″Ö / 66.18217°N 20.00785°Ö
- Kaskajaure (Jokkmokks socken, Lappland, 736745-168888), sjö i Jokkmokks kommun och Lappland 66°21′06″N 20°01′24″Ö / 66.35155°N 20.02346°Ö
- Kaskajaure (Jokkmokks socken, Lappland, 737340-165789), sjö i Jokkmokks kommun och Lappland 66°25′18″N 19°20′13″Ö / 66.42180°N 19.33708°Ö
- Kaskajaure (Jokkmokks socken, Lappland, 737873-170710), sjö i Jokkmokks kommun och Lappland 66°26′21″N 20°27′22″Ö / 66.43915°N 20.45616°Ö
- Kaskamus Kårsavaggejaure, sjö i Kiruna kommun och Lappland 68°20′03″N 18°30′37″Ö / 68.33413°N 18.51034°Ö
- Kaskamus Njakajaure, sjö i Kiruna kommun och Lappland 68°19′15″N 20°17′00″Ö / 68.32096°N 20.28336°Ö
- Kaskamus Tsutsajaure, sjö i Kiruna kommun och Lappland 67°54′23″N 18°09′30″Ö / 67.90635°N 18.15836°Ö
- Kaskamus Våkajaure, sjö i Kiruna kommun och Lappland 68°41′17″N 20°32′58″Ö / 68.68811°N 20.54934°Ö
- Kaskasajaure, sjö i Kiruna kommun och Lappland 67°55′46″N 18°33′34″Ö / 67.92946°N 18.55933°Ö
- Kaskasjaure, sjö i Jokkmokks kommun och Lappland 66°44′13″N 17°41′31″Ö / 66.73687°N 17.69206°Ö
- Kassajaure (Gällivare socken, Lappland), sjö i Gällivare kommun och Lappland 67°23′22″N 19°59′43″Ö / 67.38955°N 19.99533°Ö
- Kassajaure (Jokkmokks socken, Lappland, 740253-171862), sjö i Jokkmokks kommun och Lappland 66°38′33″N 20°44′55″Ö / 66.64259°N 20.74853°Ö
- Kassajaure (Jokkmokks socken, Lappland, 749339-158240), sjö i Jokkmokks kommun och Lappland 67°31′22″N 17°43′08″Ö / 67.52269°N 17.71896°Ö
- Katjajaure, sjö i Jokkmokks kommun och Lappland 66°10′34″N 19°04′28″Ö / 66.17606°N 19.07450°Ö
- Kattejaure, sjö i Jokkmokks kommun och Lappland 66°34′54″N 20°48′40″Ö / 66.58153°N 20.81114°Ö
- Kattekjaure, sjö i Jokkmokks kommun och Lappland 66°09′21″N 19°55′26″Ö / 66.15578°N 19.92377°Ö
- Katterjaure, sjö i Kiruna kommun och Lappland 68°23′29″N 18°05′27″Ö / 68.39127°N 18.09073°Ö
- Kaukuljaure, sjö i Gällivare kommun och Lappland 67°46′15″N 18°29′44″Ö / 67.77089°N 18.49542°Ö
- Keinutakjaure, sjö i Kiruna kommun och Lappland 67°55′14″N 19°46′24″Ö / 67.92058°N 19.77342°Ö
- Kejnotakjaure, sjö i Kiruna kommun och Lappland 67°46′00″N 20°05′39″Ö / 67.76661°N 20.09428°Ö
- Kieblejaure, sjö i Gällivare kommun och Lappland 67°23′05″N 20°21′07″Ö / 67.38482°N 20.35186°Ö
- Kiebmejaure, sjö i Jokkmokks kommun och Lappland 66°18′27″N 18°53′20″Ö / 66.30743°N 18.88894°Ö
- Kieddejaure, sjö i Gällivare kommun och Lappland 66°48′35″N 20°25′28″Ö / 66.80983°N 20.42445°Ö
- Kiekajaure, sjö i Kiruna kommun och Lappland 68°08′21″N 18°54′16″Ö / 68.13925°N 18.90443°Ö
- Kiepanjaure, sjö i Kiruna kommun och Lappland 68°31′32″N 20°09′16″Ö / 68.52545°N 20.15431°Ö
- Kieptijaure, sjö i Jokkmokks kommun och Lappland 66°54′18″N 19°20′07″Ö / 66.90499°N 19.33523°Ö
- Kierisjaure, sjö i Jokkmokks kommun och Lappland 66°12′43″N 20°34′09″Ö / 66.21192°N 20.56916°Ö
- Kierkejaure (Gällivare socken, Lappland), sjö i Gällivare kommun och Lappland 67°17′18″N 19°23′35″Ö / 67.28826°N 19.39319°Ö
- Kierkejaure (Jokkmokks socken, Lappland, 735077-166401), sjö i Jokkmokks kommun och Lappland 66°12′48″N 19°26′57″Ö / 66.21331°N 19.44912°Ö
- Kierkejaure (Jokkmokks socken, Lappland, 738731-169092), sjö i Jokkmokks kommun och Lappland 66°31′29″N 20°05′40″Ö / 66.52481°N 20.09451°Ö
- Kierkejaure (Jokkmokks socken, Lappland, 739959-169971), sjö i Jokkmokks kommun och Lappland 66°37′45″N 20°19′04″Ö / 66.62914°N 20.31782°Ö
- Killajaure, sjö i Jokkmokks kommun och Lappland 66°20′37″N 20°25′45″Ö / 66.34351°N 20.42924°Ö
- Killamjaure, sjö i Gällivare kommun och Lappland 67°13′15″N 20°00′22″Ö / 67.22074°N 20.00623°Ö
- Kiltejaure, sjö i Gällivare kommun och Lappland 66°57′25″N 20°27′00″Ö / 66.95683°N 20.45003°Ö
- Kilvatjaure, sjö i Kiruna kommun och Lappland 67°52′43″N 20°00′30″Ö / 67.87862°N 20.00838°Ö
- Kipmajaure, sjö i Jokkmokks kommun och Lappland 66°26′02″N 20°26′42″Ö / 66.43400°N 20.44510°Ö
- Kirstijaure, sjö i Kiruna kommun och Lappland 68°07′02″N 20°55′00″Ö / 68.11731°N 20.91659°Ö
- Kitajaure (Jokkmokks socken, Lappland, 734809-168619), sjö i Jokkmokks kommun och Lappland 66°10′45″N 19°55′28″Ö / 66.17912°N 19.92446°Ö
- Kitajaure (Jokkmokks socken, Lappland, 734980-169163), sjö i Jokkmokks kommun och Lappland 66°11′20″N 20°04′13″Ö / 66.18900°N 20.07034°Ö
- Kitajaure (Jokkmokks socken, Lappland, 736142-171190), sjö i Jokkmokks kommun och Lappland 66°16′55″N 20°32′02″Ö / 66.28186°N 20.53375°Ö
- Kitajaure (Jokkmokks socken, Lappland, 736231-167755), sjö i Jokkmokks kommun och Lappland 66°18′43″N 19°45′45″Ö / 66.31188°N 19.76263°Ö
- Klämjaure, sjö i Arvidsjaurs kommun och Lappland 65°23′41″N 18°52′45″Ö / 65.39460°N 18.87910°Ö
- Kongerjaure, sjö i Arvidsjaurs kommun och Lappland 65°31′41″N 19°40′26″Ö / 65.52812°N 19.67384°Ö
- Korajaure, sjö i Jokkmokks kommun och Lappland 67°01′22″N 17°03′15″Ö / 67.02266°N 17.05409°Ö
- Krieppijaure, sjö i Arvidsjaurs kommun och Lappland 65°49′13″N 19°20′10″Ö / 65.82039°N 19.33623°Ö
- Kruokkenjaure, sjö i Arjeplogs kommun och Lappland 66°08′57″N 18°53′12″Ö / 66.14930°N 18.88676°Ö
- Kruossajaure, sjö i Jokkmokks kommun och Lappland 66°18′57″N 19°07′19″Ö / 66.31592°N 19.12192°Ö
- Kukkajaure (Jokkmokks socken, Lappland, 734861-169459), sjö i Jokkmokks kommun och Lappland 66°10′14″N 20°07′56″Ö / 66.17057°N 20.13209°Ö
- Kukkajaure (Jokkmokks socken, Lappland, 740507-171127), sjö i Jokkmokks kommun och Lappland 66°40′34″N 20°35′03″Ö / 66.67608°N 20.58422°Ö
- Kukkesjaure (Arvidsjaurs socken, Lappland), sjö i Arvidsjaurs kommun och Lappland 66°05′26″N 19°03′10″Ö / 66.09060°N 19.05288°Ö
- Kukkesjaure (Jukkasjärvi socken, Lappland), sjö i Kiruna kommun och Lappland 68°04′12″N 19°57′54″Ö / 68.06999°N 19.96491°Ö
- Kuobmujaure, sjö i Gällivare kommun och Lappland 66°54′47″N 20°24′04″Ö / 66.91305°N 20.40117°Ö
- Kuoddujaure, sjö i Arjeplogs kommun och Lappland 66°48′28″N 17°06′55″Ö / 66.80764°N 17.11527°Ö
- Kuoikaljaure, sjö i Kiruna kommun och Lappland 68°19′30″N 20°10′36″Ö / 68.32506°N 20.17674°Ö
- Kuolasjaure, sjö i Kiruna kommun och Lappland 68°02′51″N 19°29′28″Ö / 68.04749°N 19.49116°Ö
- Kuoletimjaure, sjö i Jokkmokks kommun och Lappland 66°10′21″N 19°37′33″Ö / 66.17259°N 19.62579°Ö
- Kuoletisjaure (Arjeplogs socken, Lappland, 740325-150897), sjö i Arjeplogs kommun och Lappland 66°44′06″N 15°59′24″Ö / 66.73494°N 15.99011°Ö
- Kuoletisjaure (Arjeplogs socken, Lappland, 740956-155541), sjö i Arjeplogs kommun och Lappland 66°46′29″N 17°04′26″Ö / 66.77470°N 17.07399°Ö
- Kuoletisjaure (Jokkmokks socken, Lappland, 734992-169296), sjö i Jokkmokks kommun och Lappland 66°11′21″N 20°05′41″Ö / 66.18914°N 20.09459°Ö
- Kuoletisjaure (Jokkmokks socken, Lappland, 741699-159012), sjö i Jokkmokks kommun och Lappland 66°50′27″N 17°50′57″Ö / 66.84077°N 17.84929°Ö
- Kuoletisjaure (Jokkmokks socken, Lappland, 744218-158624), sjö i Jokkmokks kommun och Lappland 67°03′57″N 17°47′16″Ö / 67.06590°N 17.78775°Ö
- Kuoletisjaureh, sjö i Jokkmokks kommun och Lappland 66°56′57″N 17°50′31″Ö / 66.94914°N 17.84189°Ö
- Kuollejaure, sjö i Arjeplogs kommun och Lappland 66°08′11″N 19°04′45″Ö / 66.13637°N 19.07913°Ö
- Kuoperjaure, sjö i Kiruna kommun och Lappland 67°55′40″N 18°28′13″Ö / 67.92769°N 18.47037°Ö
- Kuoppejaure, sjö i Kiruna kommun och Lappland 68°17′53″N 20°15′18″Ö / 68.29818°N 20.25509°Ö
- Kuopsejaure, sjö i Arjeplogs kommun och Lappland 66°33′43″N 18°01′16″Ö / 66.56186°N 18.02101°Ö
- Kuorpavartojaure, sjö i Gällivare kommun och Lappland 67°28′39″N 19°15′11″Ö / 67.47753°N 19.25315°Ö
- Kuosatjjaure, sjö i Jokkmokks kommun och Lappland 66°43′21″N 20°37′39″Ö / 66.72240°N 20.62752°Ö
- Kuossa-Lastakjaureh, sjö i Jokkmokks kommun och Lappland 66°53′20″N 17°43′32″Ö / 66.88896°N 17.72546°Ö
- Kuossajaure, sjö i Jokkmokks kommun och Lappland 66°08′13″N 19°30′10″Ö / 66.13705°N 19.50290°Ö
- Kuossasjaure, sjö i Kiruna kommun och Lappland 67°50′45″N 19°40′58″Ö / 67.84579°N 19.68289°Ö
- Kuossjajaure, sjö i Jokkmokks kommun och Lappland 67°38′12″N 17°10′21″Ö / 67.63673°N 17.17244°Ö
- Kuotekjaure, sjö i Jokkmokks kommun och Lappland 67°19′48″N 18°15′35″Ö / 67.33003°N 18.25976°Ö
- Kuottajaure, sjö i Arjeplogs kommun och Lappland 65°54′58″N 18°17′47″Ö / 65.91621°N 18.29651°Ö
- Kuoukakjaure, sjö i Gällivare kommun och Lappland 66°47′16″N 20°28′10″Ö / 66.78765°N 20.46948°Ö
- Kuoutelisjaure, sjö i Jokkmokks kommun och Lappland 66°06′22″N 19°24′43″Ö / 66.10624°N 19.41204°Ö
- Kuppusjaure, sjö i Kiruna kommun och Lappland 68°03′18″N 19°33′47″Ö / 68.05493°N 19.56292°Ö
- Kurijaure, sjö i Jokkmokks kommun och Lappland 66°03′03″N 19°46′15″Ö / 66.05073°N 19.77082°Ö
- Kurkijaure, sjö i Gällivare kommun och Lappland 67°10′36″N 19°47′53″Ö / 67.17658°N 19.79796°Ö
- Kursjojaure, sjö i Gällivare kommun och Lappland 67°52′07″N 17°01′46″Ö / 67.86869°N 17.02954°Ö
- Kussajaure, sjö i Gällivare kommun och Lappland 67°27′54″N 19°46′07″Ö / 67.46508°N 19.76865°Ö
- Kutjaure, sjö i Jokkmokks kommun och Lappland 67°34′42″N 17°07′14″Ö / 67.57824°N 17.12044°Ö
- Kvotjajaure, sjö i Kiruna kommun och Lappland 68°01′59″N 20°27′31″Ö / 68.03307°N 20.45858°Ö
- Käinutjaure, sjö i Jokkmokks kommun och Lappland 67°04′04″N 19°31′53″Ö / 67.06789°N 19.53136°Ö
- Käksejaure, sjö i Kiruna kommun och Lappland 68°21′13″N 20°34′06″Ö / 68.35350°N 20.56821°Ö
- Käpesjaureh (Karesuando socken, Lappland), sjö i Kiruna kommun och Lappland 68°58′55″N 20°37′53″Ö / 68.98195°N 20.63145°Ö
- Käpesjaureh, Lappland, sjö i Kiruna kommun och Lappland 68°59′35″N 20°38′19″Ö / 68.99307°N 20.63866°Ö
- Kärkejaure (Jukkasjärvi socken, Lappland, 754543-164269), sjö i Kiruna kommun och Lappland 67°57′55″N 19°12′29″Ö / 67.96523°N 19.20816°Ö
- Kärkejaure (Jukkasjärvi socken, Lappland, 758357-170705), sjö i Kiruna kommun och Lappland 68°16′27″N 20°49′28″Ö / 68.27406°N 20.82432°Ö
- Kärkevuomosjaure, sjö i Kiruna kommun och Lappland 68°11′40″N 19°19′48″Ö / 68.19456°N 19.33007°Ö
- Kärpeljaure (Jukkasjärvi socken, Lappland, 754273-159124), sjö i Kiruna kommun och Lappland 67°58′24″N 17°59′26″Ö / 67.97344°N 17.99048°Ö
- Kärpeljaure (Jukkasjärvi socken, Lappland, 757971-160085), sjö i Kiruna kommun och Lappland 68°17′40″N 18°14′35″Ö / 68.29457°N 18.24292°Ö
- Kärtajaure (Jokkmokks socken, Lappland, 736372-170304), sjö i Jokkmokks kommun och Lappland 66°18′25″N 20°19′58″Ö / 66.30681°N 20.33290°Ö
- Kärtajaure (Jokkmokks socken, Lappland, 747447-153760), sjö i Jokkmokks kommun och Lappland 67°21′47″N 16°40′47″Ö / 67.36295°N 16.67986°Ö
- Kätjesjaure, sjö i Gällivare kommun och Lappland 67°13′07″N 19°40′11″Ö / 67.21861°N 19.66984°Ö
- Kåbdajaure, sjö i Jokkmokks kommun och Lappland 66°34′21″N 20°38′39″Ö / 66.57240°N 20.64419°Ö
- Kåbdalisjaure, sjö i Jokkmokks kommun och Lappland 66°08′52″N 19°58′45″Ö / 66.14783°N 19.97907°Ö
- Kåbmejaure, sjö i Kiruna kommun och Lappland 68°55′48″N 20°23′08″Ö / 68.93005°N 20.38556°Ö
- Kåbtåjaure (Gällivare socken, Lappland), sjö i Gällivare kommun och Lappland 67°59′43″N 17°09′42″Ö / 67.99535°N 17.16175°Ö
- Kåbtåjaure (Jokkmokks socken, Lappland, 736074-166787), sjö i Jokkmokks kommun och Lappland 66°18′06″N 19°32′34″Ö / 66.30179°N 19.54273°Ö
- Kåbtåjaure (Jokkmokks socken, Lappland, 736316-163549), sjö i Jokkmokks kommun och Lappland 66°20′16″N 18°49′48″Ö / 66.33785°N 18.82989°Ö
- Kåbtåjaure (Jokkmokks socken, Lappland, 737729-168155), sjö i Jokkmokks kommun och Lappland 66°26′42″N 19°52′21″Ö / 66.44504°N 19.87241°Ö
- Kåbtåjaure (Jokkmokks socken, Lappland, 746937-155608), sjö i Jokkmokks kommun och Lappland 67°18′36″N 17°04′53″Ö / 67.31005°N 17.08134°Ö
- Kåbtåjaure (Jokkmokks socken, Lappland, 747596-159710), sjö i Jokkmokks kommun och Lappland 67°22′03″N 18°03′19″Ö / 67.36756°N 18.05539°Ö
- Kåddejaure (Arvidsjaurs socken, Lappland), sjö i Arvidsjaurs kommun och Lappland 65°59′25″N 19°25′54″Ö / 65.99021°N 19.43157°Ö
- Kåddejaure (Gällivare socken, Lappland), sjö i Gällivare kommun och Lappland 67°36′35″N 20°03′25″Ö / 67.60984°N 20.05681°Ö
- Kåivujaure, sjö i Kiruna kommun och Lappland 68°29′20″N 19°00′59″Ö / 68.48887°N 19.01642°Ö
- Kålkukjaure (Jukkasjärvi socken, Lappland, 757628-164230), sjö i Kiruna kommun och Lappland 68°14′16″N 19°14′59″Ö / 68.23782°N 19.24964°Ö
- Kålkukjaure (Jukkasjärvi socken, Lappland, 758177-171194), sjö i Kiruna kommun och Lappland 68°14′40″N 20°56′24″Ö / 68.24445°N 20.93995°Ö
- Kålmelåkejauren, sjö i Kiruna kommun och Lappland 68°17′40″N 22°33′54″Ö / 68.29455°N 22.56505°Ö
- Kåltajaure, sjö i Gällivare kommun och Lappland 67°21′20″N 19°41′54″Ö / 67.35543°N 19.69825°Ö
- Kåppajaure, sjö i Kiruna kommun och Lappland 68°15′13″N 20°24′28″Ö / 68.25359°N 20.40777°Ö
- Kårjajaure, sjö i Gällivare kommun och Lappland 67°42′32″N 18°51′25″Ö / 67.70888°N 18.85704°Ö
- Kårråjaure, sjö i Jokkmokks kommun och Lappland 66°20′19″N 20°13′28″Ö / 66.33860°N 20.22457°Ö
- Kårsåjaure (Jokkmokks socken, Lappland, 734506-169537), sjö i Jokkmokks kommun och Lappland 66°08′46″N 20°08′09″Ö / 66.14603°N 20.13589°Ö
- Kårsåjaure (Jokkmokks socken, Lappland, 750238-155458), sjö i Jokkmokks kommun och Lappland 67°36′57″N 17°06′18″Ö / 67.61576°N 17.10488°Ö
- Kårtajaure, sjö i Jokkmokks kommun och Lappland 66°19′38″N 20°32′40″Ö / 66.32728°N 20.54454°Ö
- Kårtjejaure, sjö i Gällivare kommun och Lappland 67°29′48″N 18°15′58″Ö / 67.49673°N 18.26620°Ö
- Kårtnisjaure, sjö i Kiruna kommun och Lappland 68°22′54″N 21°10′45″Ö / 68.38167°N 21.17928°Ö
- Kårvejaure, sjö i Kiruna kommun och Lappland 68°34′22″N 20°07′45″Ö / 68.57264°N 20.12904°Ö
- Kåskemjaure, sjö i Jokkmokks kommun och Lappland 66°29′32″N 19°25′01″Ö / 66.49216°N 19.41699°Ö
- Kåtejaure (Arjeplogs socken, Lappland), sjö i Arjeplogs kommun och Lappland 66°30′57″N 18°18′29″Ö / 66.51590°N 18.30797°Ö
- Kåtejaure (Jokkmokks socken, Lappland), sjö i Jokkmokks kommun och Lappland 66°38′09″N 20°45′44″Ö / 66.63577°N 20.76234°Ö
- Kåtojaure, sjö i Jokkmokks kommun och Lappland 66°11′34″N 19°52′24″Ö / 66.19269°N 19.87332°Ö
- Kåtålvisjaure, sjö i Jokkmokks kommun och Lappland 66°51′07″N 18°14′10″Ö / 66.85207°N 18.23622°Ö
- Labbajaure, sjö i Arjeplogs kommun och Lappland 66°30′26″N 17°09′35″Ö / 66.50726°N 17.15972°Ö
- Labtjejaure, sjö i Gällivare kommun och Lappland 68°00′51″N 17°04′00″Ö / 68.01413°N 17.06665°Ö
- Laddejaure, sjö i Arjeplogs kommun och Lappland 66°49′14″N 15°57′52″Ö / 66.82042°N 15.96458°Ö
- Ladtjojaure, sjö i Gällivare kommun och Lappland 67°50′41″N 18°51′19″Ö / 67.84471°N 18.85529°Ö
- Lainejaure, sjö i Malå kommun och Lappland 65°14′49″N 18°53′36″Ö / 65.24699°N 18.89340°Ö
- Laipejaure, sjö i Kiruna kommun och Lappland 68°35′19″N 21°06′16″Ö / 68.58857°N 21.10453°Ö
- Lairejaure, sjö i Kiruna kommun och Lappland 68°27′49″N 19°00′20″Ö / 68.46350°N 19.00549°Ö
- Laivajaure, sjö i Sorsele kommun och Lappland 66°07′43″N 15°29′14″Ö / 66.12852°N 15.48721°Ö
- Lakkonjåsjaureh, sjö i Kiruna kommun och Lappland 68°59′50″N 20°28′24″Ö / 68.99723°N 20.47321°Ö
- Lakojaure (Jokkmokks socken, Lappland), sjö i Jokkmokks kommun och Lappland 67°17′23″N 16°35′35″Ö / 67.28960°N 16.59319°Ö
- Lakojaure (Jukkasjärvi socken, Lappland, 757020-165414), sjö i Kiruna kommun och Lappland 68°10′58″N 19°31′25″Ö / 68.18288°N 19.52353°Ö
- Lakojaure (Jukkasjärvi socken, Lappland, 757918-168561), sjö i Kiruna kommun och Lappland 68°14′45″N 20°17′47″Ö / 68.24585°N 20.29648°Ö
- Lapmejaure, sjö i Jokkmokks kommun och Lappland 66°28′15″N 20°12′36″Ö / 66.47083°N 20.21000°Ö
- Larvejaure, sjö i Arjeplogs kommun och Lappland 66°16′34″N 16°40′52″Ö / 66.27614°N 16.68123°Ö
- Lassajaure, sjö i Gällivare kommun och Lappland 67°50′39″N 18°21′55″Ö / 67.84422°N 18.36529°Ö
- Lassijaure, sjö i Jokkmokks kommun och Lappland 66°33′36″N 20°53′50″Ö / 66.56005°N 20.89735°Ö
- Lastakjaure, sjö i Jokkmokks kommun och Lappland 66°07′52″N 20°16′45″Ö / 66.13125°N 20.27910°Ö
- Lastakjaureh (Jokkmokks socken, Lappland, 742024-158367), sjö i Jokkmokks kommun och Lappland 66°52′08″N 17°42′22″Ö / 66.86901°N 17.70611°Ö
- Lastakjaureh (Jokkmokks socken, Lappland, 742059-158288), sjö i Jokkmokks kommun och Lappland 66°52′05″N 17°41′18″Ö / 66.86815°N 17.68825°Ö
- Latnjajaure, sjö i Kiruna kommun och Lappland 68°21′32″N 18°29′01″Ö / 68.35897°N 18.48364°Ö
- Latnjejaure, sjö i Gällivare kommun och Lappland 67°15′28″N 20°14′52″Ö / 67.25789°N 20.24769°Ö
- Lattakjaure (Jokkmokks socken, Lappland, 740528-161219), sjö i Jokkmokks kommun och Lappland 66°43′27″N 18°21′42″Ö / 66.72429°N 18.36176°Ö
- Lattakjaure (Jokkmokks socken, Lappland, 741317-170702), sjö i Jokkmokks kommun och Lappland 66°44′44″N 20°30′19″Ö / 66.74569°N 20.50541°Ö
- Lattekjaure, sjö i Kiruna kommun och Lappland 68°04′49″N 19°04′59″Ö / 68.08033°N 19.08316°Ö
- Latunjaure, sjö i Jokkmokks kommun och Lappland 66°38′31″N 19°02′05″Ö / 66.64191°N 19.03482°Ö
- Lauritsjaure, sjö i Gällivare kommun och Lappland 66°48′34″N 20°26′48″Ö / 66.80935°N 20.44670°Ö
- Leipejaure, sjö i Jokkmokks kommun och Lappland 66°04′07″N 19°39′59″Ö / 66.06857°N 19.66633°Ö
- Lermejaure, sjö i Gällivare kommun och Lappland 67°35′00″N 18°30′29″Ö / 67.58341°N 18.50793°Ö
- Levikjaure, sjö i Jokkmokks kommun och Lappland 66°46′42″N 18°10′27″Ö / 66.77828°N 18.17414°Ö
- Libbjaure, sjö i Sorsele kommun och Lappland 66°04′17″N 15°53′09″Ö / 66.07152°N 15.88570°Ö
- Liddojaureh, sjö i Gällivare kommun och Lappland 67°49′38″N 18°25′08″Ö / 67.82731°N 18.41902°Ö
- Lidnokjaure, sjö i Gällivare kommun och Lappland 67°06′17″N 19°51′44″Ö / 67.10463°N 19.86219°Ö
- Lieksjekjaure, sjö i Arjeplogs kommun och Lappland 66°19′05″N 18°10′47″Ö / 66.31817°N 18.17983°Ö
- Likajaure, sjö i Arjeplogs kommun och Lappland 66°19′02″N 17°34′58″Ö / 66.31716°N 17.58268°Ö
- Lill-Blausjaure, sjö i Malå kommun och Lappland 65°15′17″N 18°43′26″Ö / 65.25477°N 18.72380°Ö
- Lill-Harajaure, sjö i Jokkmokks kommun och Lappland 66°36′05″N 20°34′27″Ö / 66.60143°N 20.57411°Ö
- Lill-Kierisjaure, sjö i Jokkmokks kommun och Lappland 66°12′53″N 20°34′08″Ö / 66.21471°N 20.56902°Ö
- Lill-Lastajaure, sjö i Jokkmokks kommun och Lappland 66°23′00″N 20°51′07″Ö / 66.38323°N 20.85192°Ö
- Lill-Njallajaure, sjö i Jokkmokks kommun och Lappland 66°33′57″N 20°51′45″Ö / 66.56585°N 20.86263°Ö
- Lill-Njallejaure, sjö i Arvidsjaurs kommun och Lappland 65°44′39″N 19°54′22″Ö / 65.74409°N 19.90602°Ö
- Lill-Piatisjaure, sjö i Jokkmokks kommun och Lappland 66°31′12″N 20°03′23″Ö / 66.52000°N 20.05651°Ö
- Lill-Saftejaure, sjö i Arvidsjaurs kommun och Lappland 65°37′06″N 19°16′41″Ö / 65.61825°N 19.27809°Ö
- Lill-Starrijaure, sjö i Arvidsjaurs kommun och Lappland 65°44′55″N 19°20′42″Ö / 65.74862°N 19.34497°Ö
- Lill-Stuorrajaure, sjö i Jokkmokks kommun och Lappland 66°26′21″N 20°44′53″Ö / 66.43925°N 20.74798°Ö
- Lill-Suolojaure, sjö i Jokkmokks kommun och Lappland 66°40′13″N 20°35′40″Ö / 66.67020°N 20.59442°Ö
- Lill-Sutsjaure, sjö i Vilhelmina kommun och Lappland 65°10′32″N 15°54′26″Ö / 65.17565°N 15.90733°Ö
- Lilla Bonsjaure, sjö i Arvidsjaurs kommun och Lappland 65°31′54″N 19°29′48″Ö / 65.53164°N 19.49676°Ö
- Lilla Luossajaure, sjö i Arjeplogs kommun och Lappland 65°43′44″N 17°50′11″Ö / 65.72901°N 17.83649°Ö
- Lilla Plidgajaure, sjö i Jokkmokks kommun och Lappland 66°07′46″N 19°11′26″Ö / 66.12948°N 19.19060°Ö
- Lilla Sierrejaure, sjö i Arvidsjaurs kommun och Lappland 65°31′53″N 19°19′21″Ö / 65.53138°N 19.32239°Ö
- Lilla Tjåkasjaure, sjö i Arvidsjaurs kommun och Lappland 65°50′11″N 20°01′01″Ö / 65.83648°N 20.01700°Ö
- Lilläbegiängeljaure, sjö i Sorsele kommun och Lappland 65°50′58″N 15°51′11″Ö / 65.84958°N 15.85304°Ö
- Linkajaure, sjö i Gällivare kommun och Lappland 67°30′46″N 20°19′23″Ö / 67.51269°N 20.32310°Ö
- Lisjmejaure, sjö i Arjeplogs kommun och Lappland 66°32′10″N 16°39′52″Ö / 66.53605°N 16.66448°Ö
- Lisvojaure, sjö i Sorsele kommun och Lappland 66°05′33″N 16°17′17″Ö / 66.09249°N 16.28806°Ö
- Littejaure, sjö i Gällivare kommun och Lappland 67°53′53″N 17°49′10″Ö / 67.89803°N 17.81954°Ö
- Livamjaure, sjö i Gällivare kommun och Lappland 67°42′03″N 18°25′56″Ö / 67.70085°N 18.43236°Ö
- Louvvajaure, sjö i Arjeplogs kommun och Lappland 66°23′45″N 18°09′04″Ö / 66.39585°N 18.15115°Ö
- Lule-Ruffejaure, sjö i Storumans kommun och Lappland 65°40′38″N 15°13′19″Ö / 65.67717°N 15.22199°Ö
- Lule-Skeblejaure, sjö i Sorsele kommun och Lappland 66°06′51″N 15°53′20″Ö / 66.11421°N 15.88893°Ö
- Luleb Bargajaure, sjö i Arjeplogs kommun och Lappland 66°30′49″N 16°37′14″Ö / 66.51368°N 16.62055°Ö
- Luleb Svanjkajaure, sjö i Arjeplogs kommun och Lappland 66°31′14″N 15°27′44″Ö / 66.52062°N 15.46219°Ö
- Luleb Tjadamjaure, sjö i Arjeplogs kommun och Lappland 66°32′33″N 16°54′16″Ö / 66.54262°N 16.90439°Ö
- Luleb Tjapkajaure, sjö i Arjeplogs kommun och Lappland 66°33′12″N 16°09′42″Ö / 66.55342°N 16.16167°Ö
- Luleb Tjelkesjaure, sjö i Arjeplogs kommun och Lappland 66°09′32″N 16°49′15″Ö / 66.15897°N 16.82080°Ö
- Lulemus Stainasjaure, sjö i Jokkmokks kommun och Lappland 66°49′05″N 19°12′24″Ö / 66.81811°N 19.20675°Ö
- Lulep Manakjaure, sjö i Jokkmokks kommun och Lappland 67°05′49″N 18°32′59″Ö / 67.09696°N 18.54984°Ö
- Lulep Njåtjosjaure, sjö i Jokkmokks kommun och Lappland 67°12′27″N 17°19′20″Ö / 67.20760°N 17.32222°Ö
- Lulep Reusakjaure, sjö i Jokkmokks kommun och Lappland 66°15′09″N 19°02′49″Ö / 66.25259°N 19.04701°Ö
- Lulep Rissajaure, sjö i Jokkmokks kommun och Lappland 67°19′01″N 17°08′52″Ö / 67.31687°N 17.14791°Ö
- Lulep Skieltajaureh, sjö i Jokkmokks kommun och Lappland 66°43′29″N 18°01′27″Ö / 66.72483°N 18.02407°Ö
- Lulep Stalojaure, sjö i Kiruna kommun och Lappland 68°11′55″N 20°13′35″Ö / 68.19859°N 20.22630°Ö
- Lulep Suobbatjaure, sjö i Jokkmokks kommun och Lappland 67°06′57″N 18°09′41″Ö / 67.11582°N 18.16127°Ö
- Lulep Vatjamjaure, sjö i Arjeplogs kommun och Lappland 66°12′57″N 18°32′21″Ö / 66.21588°N 18.53918°Ö
- Lulle-Akojaure, sjö i Jokkmokks kommun och Lappland 66°24′41″N 19°19′56″Ö / 66.41131°N 19.33224°Ö
- Lullejaure (Arvidsjaurs socken, Lappland), sjö i Arvidsjaurs kommun och Lappland 65°52′34″N 19°29′40″Ö / 65.87619°N 19.49446°Ö
- Lullejaure (Jokkmokks socken, Lappland), sjö i Jokkmokks kommun och Lappland 66°11′06″N 20°01′36″Ö / 66.18507°N 20.02678°Ö
- Lullihajaure, sjö i Jokkmokks kommun och Lappland 67°12′11″N 17°36′13″Ö / 67.20299°N 17.60359°Ö
- Luoitekjaure, sjö i Kiruna kommun och Lappland 67°54′32″N 19°28′37″Ö / 67.90890°N 19.47705°Ö
- Luokajaure, sjö i Jokkmokks kommun och Lappland 66°50′10″N 18°23′05″Ö / 66.83617°N 18.38481°Ö
- Luoktjemjaure, sjö i Vilhelmina kommun och Lappland 65°15′07″N 14°26′21″Ö / 65.25199°N 14.43913°Ö
- Luopasjaureh (Jukkasjärvi socken, Lappland), sjö i Kiruna kommun och Lappland 68°11′59″N 19°32′12″Ö / 68.19983°N 19.53667°Ö
- Luopasjaureh, Lappland, sjö i Kiruna kommun och Lappland 68°12′23″N 19°32′11″Ö / 68.20639°N 19.53629°Ö
- Luoptejaure, sjö i Gällivare kommun och Lappland 67°23′57″N 20°00′33″Ö / 67.39916°N 20.00916°Ö
- Luossajaure (Jokkmokks socken, Lappland), sjö i Jokkmokks kommun och Lappland 66°43′45″N 20°25′46″Ö / 66.72916°N 20.42931°Ö
- Luossajaure (Jukkasjärvi socken, Lappland), sjö i Kiruna kommun och Lappland 68°16′32″N 20°18′15″Ö / 68.27556°N 20.30427°Ö
- Luossejaure (Arvidsjaurs socken, Lappland), sjö i Arvidsjaurs kommun och Lappland 65°50′49″N 19°39′31″Ö / 65.84682°N 19.65862°Ö
- Luossejaure (Sorsele socken, Lappland), sjö i Sorsele kommun och Lappland 65°47′40″N 17°04′53″Ö / 65.79441°N 17.08132°Ö
- Luossejaure (Vilhelmina socken, Lappland), sjö i Vilhelmina kommun och Lappland 65°08′59″N 14°47′06″Ö / 65.14961°N 14.78509°Ö
- Luottejaure, sjö i Kiruna kommun och Lappland 67°59′34″N 18°00′05″Ö / 67.99276°N 18.00139°Ö
- Luottojaure, sjö i Jokkmokks kommun och Lappland 67°14′07″N 17°29′02″Ö / 67.23514°N 17.48396°Ö
- Luovvajaure, sjö i Jokkmokks kommun och Lappland 66°46′33″N 18°18′05″Ö / 66.77587°N 18.30143°Ö
- Luovvejaure, sjö i Arvidsjaurs kommun och Lappland 66°01′28″N 19°08′22″Ö / 66.02457°N 19.13936°Ö
- Luspasjaure, sjö i Arjeplogs kommun och Lappland 66°17′05″N 15°48′46″Ö / 66.28462°N 15.81265°Ö
- Luspejaure (Arjeplogs socken, Lappland, 733828-155369), sjö i Arjeplogs kommun och Lappland 66°08′40″N 16°59′10″Ö / 66.14444°N 16.98614°Ö
- Luspejaure (Arjeplogs socken, Lappland, 736728-161425), sjö i Arjeplogs kommun och Lappland 66°23′01″N 18°20′46″Ö / 66.38356°N 18.34622°Ö
- Luspejaure (Karesuando socken, Lappland), sjö i Kiruna kommun och Lappland 68°46′25″N 20°35′40″Ö / 68.77366°N 20.59438°Ö
- Luttunjaure, sjö i Arjeplogs kommun och Lappland 66°20′26″N 18°34′20″Ö / 66.34067°N 18.57219°Ö
- Läipajaure (Jokkmokks socken, Lappland, 743084-159536), sjö i Jokkmokks kommun och Lappland 66°57′49″N 17°59′27″Ö / 66.96349°N 17.99080°Ö
- Läipajaure (Jokkmokks socken, Lappland, 752472-154923), sjö i Jokkmokks kommun och Lappland 67°48′32″N 16°58′14″Ö / 67.80877°N 16.97043°Ö
- Låisajaure, sjö i Gällivare kommun och Lappland 66°47′13″N 20°28′40″Ö / 66.78687°N 20.47776°Ö
- Låkkejaure, sjö i Jokkmokks kommun och Lappland 66°53′34″N 19°00′58″Ö / 66.89275°N 19.01604°Ö
- Låktajaure, sjö i Kiruna kommun och Lappland 68°26′09″N 18°22′42″Ö / 68.43572°N 18.37833°Ö
- Lånsjejaure, sjö i Arvidsjaurs kommun och Lappland 65°38′48″N 20°05′03″Ö / 65.64656°N 20.08427°Ö
- Låptåvakkjaure, sjö i Jokkmokks kommun och Lappland 67°09′39″N 17°16′56″Ö / 67.16071°N 17.28211°Ö
- Låtnjonjaure, sjö i Kiruna kommun och Lappland 68°04′11″N 19°54′02″Ö / 68.06971°N 19.90046°Ö
- Låttsejaure, sjö i Arvidsjaurs kommun och Lappland 66°02′51″N 19°01′00″Ö / 66.04746°N 19.01667°Ö
- Låutåkjaure (Arjeplogs socken, Lappland, 737062-163104), sjö i Arjeplogs kommun och Lappland 66°24′41″N 18°44′38″Ö / 66.41148°N 18.74401°Ö
- Låutåkjaure (Arjeplogs socken, Lappland, 737168-163138), sjö i Arjeplogs kommun och Lappland 66°25′02″N 18°44′32″Ö / 66.41717°N 18.74221°Ö
- Madjejaure, sjö i Jokkmokks kommun och Lappland 66°32′34″N 20°50′23″Ö / 66.54267°N 20.83986°Ö
- Maivesjaure, sjö i Jokkmokks kommun och Lappland 66°46′42″N 18°54′51″Ö / 66.77827°N 18.91421°Ö
- Majaure, sjö i Kiruna kommun och Lappland 67°51′53″N 19°54′00″Ö / 67.86475°N 19.90013°Ö
- Malmesjaure, sjö i Arvidsjaurs kommun och Lappland 65°54′39″N 19°13′50″Ö / 65.91087°N 19.23047°Ö
- Manakjaure, sjö i Gällivare kommun och Lappland 67°45′12″N 18°35′31″Ö / 67.75339°N 18.59191°Ö
- Maranjaure, sjö i Arjeplogs kommun och Lappland 66°42′48″N 17°00′37″Ö / 66.71323°N 17.01032°Ö
- Markojaure, sjö i Gällivare kommun och Lappland 67°55′57″N 17°09′21″Ö / 67.93253°N 17.15594°Ö
- Marmerenjauretje (Tärna socken, Lappland, 727631-146078), sjö i Storumans kommun och Lappland 65°35′07″N 14°57′14″Ö / 65.58541°N 14.95378°Ö
- Marmerenjauretje (Tärna socken, Lappland, 727637-146116), sjö i Storumans kommun och Lappland 65°35′12″N 14°57′47″Ö / 65.58654°N 14.96306°Ö
- Marmerenjauretje (Tärna socken, Lappland, 727674-146125), sjö i Storumans kommun och Lappland 65°35′24″N 14°57′54″Ö / 65.58987°N 14.96491°Ö
- Marmerenjauretje (Tärna socken, Lappland, 727721-146137), sjö i Storumans kommun och Lappland 65°35′46″N 14°57′49″Ö / 65.59623°N 14.96362°Ö
- Marmerenjauretje (Tärna socken, Lappland, 727753-146153), sjö i Storumans kommun och Lappland 65°35′46″N 14°58′16″Ö / 65.59618°N 14.97099°Ö
- Marmerenjauretje (Tärna socken, Lappland, 727859-146398), sjö i Storumans kommun och Lappland 65°36′20″N 15°01′36″Ö / 65.60562°N 15.02665°Ö
- Marsijaure, sjö i Sorsele kommun och Lappland 66°01′21″N 16°03′29″Ö / 66.02255°N 16.05815°Ö
- Marsojaure (Jokkmokks socken, Lappland), sjö i Jokkmokks kommun och Lappland 66°47′43″N 18°38′00″Ö / 66.79531°N 18.63329°Ö
- Marsojaure (Jukkasjärvi socken, Lappland), sjö i Kiruna kommun och Lappland 68°18′09″N 20°23′01″Ö / 68.30260°N 20.38368°Ö
- Matejaure, sjö i Kiruna kommun och Lappland 67°58′11″N 19°52′31″Ö / 67.96983°N 19.87515°Ö
- Materjaure, sjö i Kiruna kommun och Lappland 67°53′15″N 18°14′48″Ö / 67.88756°N 18.24671°Ö
- Mattajaure (Arjeplogs socken, Lappland), sjö i Arjeplogs kommun och Lappland 66°27′40″N 16°51′48″Ö / 66.46120°N 16.86334°Ö
- Mattajaure (Gällivare socken, Lappland), sjö i Gällivare kommun och Lappland 67°56′53″N 17°25′03″Ö / 67.94794°N 17.41742°Ö
- Mattanjaure, sjö i Storumans kommun och Lappland 65°27′02″N 16°18′29″Ö / 65.45056°N 16.30814°Ö
- Mattekjaure, sjö i Sorsele kommun och Lappland 66°07′02″N 16°11′11″Ö / 66.11726°N 16.18631°Ö
- Mattokjaure, sjö i Storumans kommun och Lappland 65°40′12″N 15°02′23″Ö / 65.66991°N 15.03972°Ö
- Mattsjaure, sjö i Arvidsjaurs kommun och Lappland 65°48′55″N 19°33′06″Ö / 65.81517°N 19.55162°Ö
- Maukojaureh, Lappland, sjö i Gällivare kommun och Lappland 67°39′13″N 17°54′17″Ö / 67.65369°N 17.90471°Ö
- Maunajaure, sjö i Kiruna kommun och Lappland 67°57′48″N 19°58′05″Ö / 67.96337°N 19.96801°Ö
- Mausjaure, sjö i Arvidsjaurs kommun och Lappland 65°27′42″N 18°54′48″Ö / 65.46159°N 18.91330°Ö
- Mavasjaure, sjö i Arjeplogs kommun och Lappland 66°53′56″N 16°17′12″Ö / 66.89877°N 16.28654°Ö
- Meitesjauretjärnen, sjö i Arvidsjaurs kommun och Lappland 65°49′12″N 19°36′17″Ö / 65.81988°N 19.60465°Ö
- Melbåksjaure, sjö i Arvidsjaurs kommun och Lappland 65°43′02″N 19°35′39″Ö / 65.71722°N 19.59413°Ö
- Melsjaure, sjö i Arvidsjaurs kommun och Lappland 65°43′00″N 19°34′26″Ö / 65.71655°N 19.57375°Ö
- Mertsjaure, sjö i Sorsele kommun och Lappland 65°41′11″N 16°11′45″Ö / 65.68640°N 16.19586°Ö
- Mieherjaure, sjö i Gällivare kommun och Lappland 66°26′00″N 21°51′17″Ö / 66.43330°N 21.85462°Ö
- Mierkenisjaure, sjö i Arjeplogs kommun och Lappland 66°41′48″N 16°04′18″Ö / 66.69662°N 16.07157°Ö
- Miertekjaure, sjö i Jokkmokks kommun och Lappland 66°56′55″N 17°40′43″Ö / 66.94864°N 17.67866°Ö
- Miesakjaure, sjö i Kiruna kommun och Lappland 68°11′56″N 18°33′11″Ö / 68.19902°N 18.55305°Ö
- Mikkajaure, sjö i Arjeplogs kommun och Lappland 66°49′23″N 16°59′35″Ö / 66.82314°N 16.99295°Ö
- Millajaure, sjö i Gällivare kommun och Lappland 66°25′51″N 21°47′18″Ö / 66.43073°N 21.78834°Ö
- Mintarjaure, sjö i Gällivare kommun och Lappland 67°26′52″N 20°01′28″Ö / 67.44791°N 20.02433°Ö
- Misjkajaure, sjö i Arjeplogs kommun och Lappland 66°32′25″N 17°09′28″Ö / 66.54037°N 17.15791°Ö
- Moskosjaure, sjö i Storumans kommun och Lappland 65°54′48″N 15°10′48″Ö / 65.91333°N 15.17996°Ö
- Muddusjaure, sjö i Gällivare kommun och Lappland 66°53′50″N 20°10′08″Ö / 66.89733°N 20.16898°Ö
- Munkajaure, sjö i Arjeplogs kommun och Lappland 66°33′14″N 17°47′28″Ö / 66.55390°N 17.79101°Ö
- Muorjejaure (Gällivare socken, Lappland), sjö i Gällivare kommun och Lappland 67°15′31″N 19°40′48″Ö / 67.25869°N 19.68001°Ö
- Muorjejaure (Jokkmokks socken, Lappland), sjö i Jokkmokks kommun och Lappland 66°39′44″N 20°33′59″Ö / 66.66233°N 20.56638°Ö
- Muorkejaure, sjö i Arjeplogs kommun och Lappland 66°10′16″N 16°55′49″Ö / 66.17113°N 16.93039°Ö
- Muotkadakjaure, sjö i Kiruna kommun och Lappland 68°19′36″N 19°36′16″Ö / 68.32661°N 19.60432°Ö
- Murpejaure, sjö i Malå kommun och Lappland 65°10′59″N 18°24′26″Ö / 65.18304°N 18.40726°Ö
- Muttsijaure, sjö i Gällivare kommun och Lappland 67°26′57″N 20°20′03″Ö / 67.44930°N 20.33423°Ö
- Mälkojaure, sjö i Gällivare kommun och Lappland 67°15′30″N 19°46′25″Ö / 67.25838°N 19.77372°Ö
- Märsajaure, sjö i Arjeplogs kommun och Lappland 66°15′35″N 17°54′09″Ö / 66.25971°N 17.90250°Ö
- Mätjaure, sjö i Arjeplogs kommun och Lappland 66°37′29″N 17°44′53″Ö / 66.62486°N 17.74813°Ö
- Mättjejaure, sjö i Arjeplogs kommun och Lappland 66°23′58″N 17°13′06″Ö / 66.39956°N 17.21835°Ö
- Måffejaure, sjö i Arjeplogs kommun och Lappland 66°10′17″N 17°59′19″Ö / 66.17131°N 17.98857°Ö
- Målitjaure, sjö i Gällivare kommun och Lappland 67°44′26″N 18°37′14″Ö / 67.74051°N 18.62044°Ö
- Månsatajauretje, sjö i Storumans kommun och Lappland 65°46′25″N 14°41′50″Ö / 65.77364°N 14.69736°Ö
- Mårsomjaure, sjö i Arjeplogs kommun och Lappland 66°19′13″N 18°37′16″Ö / 66.32014°N 18.62105°Ö
- Mårtojaure, sjö i Storumans kommun och Lappland 65°37′21″N 14°46′49″Ö / 65.62237°N 14.78023°Ö
- Måskejaure (Arjeplogs socken, Lappland), sjö i Arjeplogs kommun och Lappland 66°48′10″N 15°55′16″Ö / 66.80271°N 15.92103°Ö
- Måskejaure (Gällivare socken, Lappland), sjö i Gällivare kommun och Lappland 67°11′01″N 19°53′29″Ö / 67.18365°N 19.89145°Ö
- Måskejaure (Jokkmokks socken, Lappland), sjö i Jokkmokks kommun och Lappland 66°59′26″N 18°01′25″Ö / 66.99048°N 18.02372°Ö
- Måskokjaure, sjö i Jokkmokks kommun och Lappland 67°04′09″N 17°44′58″Ö / 67.06925°N 17.74938°Ö
- Måskosjaure (Arjeplogs socken, Lappland), sjö i Arjeplogs kommun och Lappland 66°46′24″N 16°51′04″Ö / 66.77347°N 16.85107°Ö
- Måskosjaure, Lappland, sjö i Arjeplogs kommun och Lappland 66°47′06″N 16°48′06″Ö / 66.78491°N 16.80156°Ö
- Måusejaure, sjö i Kiruna kommun och Lappland 68°18′54″N 20°29′10″Ö / 68.31503°N 20.48604°Ö
- Naggetjaure, sjö i Malå kommun och Lappland 65°17′18″N 18°23′18″Ö / 65.28837°N 18.38826°Ö
- Nairekenjauretje, sjö i Storumans kommun och Lappland 65°31′20″N 14°36′35″Ö / 65.52236°N 14.60966°Ö
- Najaure, sjö i Arjeplogs kommun och Lappland 66°00′34″N 17°56′01″Ö / 66.00932°N 17.93371°Ö
- Nakerjaure, sjö i Kiruna kommun och Lappland 68°10′20″N 19°39′45″Ö / 68.17216°N 19.66246°Ö
- Nalfajaure, sjö i Kiruna kommun och Lappland 67°53′45″N 19°25′26″Ö / 67.89589°N 19.42375°Ö
- Namatisjaure, sjö i Arjeplogs kommun och Lappland 66°35′12″N 16°44′12″Ö / 66.58657°N 16.73679°Ö
- Nammajaure, sjö i Jokkmokks kommun och Lappland 66°47′38″N 20°16′26″Ö / 66.79386°N 20.27382°Ö
- Nammejaure, sjö i Arjeplogs kommun och Lappland 66°19′21″N 17°35′54″Ö / 66.32245°N 17.59845°Ö
- Napaljaure, sjö i Jokkmokks kommun och Lappland 67°33′21″N 17°58′28″Ö / 67.55580°N 17.97443°Ö
- Naulajaure, sjö i Arjeplogs kommun och Lappland 66°30′49″N 16°32′42″Ö / 66.51352°N 16.54502°Ö
- Naulekjaure, sjö i Arjeplogs kommun och Lappland 66°45′12″N 16°58′05″Ö / 66.75346°N 16.96803°Ö
- Naustajaure (Arjeplogs socken, Lappland), sjö i Arjeplogs kommun och Lappland 65°37′12″N 18°08′38″Ö / 65.61989°N 18.14387°Ö
- Naustajaure (Jokkmokks socken, Lappland), sjö i Jokkmokks kommun och Lappland 66°21′17″N 19°19′19″Ö / 66.35480°N 19.32183°Ö
- Nautijaure, sjö i Jokkmokks kommun och Lappland 66°52′48″N 19°13′25″Ö / 66.88006°N 19.22359°Ö
- Nedre Gailanjaure, sjö i Vilhelmina kommun och Lappland 65°07′45″N 15°27′26″Ö / 65.12918°N 15.45729°Ö
- Nedre Gåltsjaure, sjö i Arvidsjaurs kommun och Lappland 65°29′08″N 19°21′34″Ö / 65.48544°N 19.35944°Ö
- Nedre Haukajaure, sjö i Jokkmokks kommun och Lappland 66°35′17″N 20°44′46″Ö / 66.58800°N 20.74622°Ö
- Nedre Råvejaure, sjö i Jokkmokks kommun och Lappland 66°16′50″N 20°24′00″Ö / 66.28048°N 20.40002°Ö
- Nedre Viergejaure, sjö i Arvidsjaurs kommun och Lappland 65°43′32″N 19°10′38″Ö / 65.72548°N 19.17709°Ö
- Nedre Vuoijaure, sjö i Arjeplogs kommun och Lappland 65°44′21″N 17°59′49″Ö / 65.73908°N 17.99694°Ö
- Neitajaureh, sjö i Kiruna kommun och Lappland 68°06′47″N 19°50′35″Ö / 68.11316°N 19.84296°Ö
- Nielkejaure, sjö i Arvidsjaurs kommun och Lappland 65°32′49″N 19°46′05″Ö / 65.54689°N 19.76809°Ö
- Nielkekjaure, sjö i Jokkmokks kommun och Lappland 66°12′55″N 19°32′59″Ö / 66.21531°N 19.54972°Ö
- Nietajaure, sjö i Arjeplogs kommun och Lappland 66°29′55″N 18°06′01″Ö / 66.49854°N 18.10034°Ö
- Nietsakjaure, sjö i Gällivare kommun och Lappland 67°06′15″N 20°20′05″Ö / 67.10430°N 20.33482°Ö
- Nietterjaure, sjö i Jokkmokks kommun och Lappland 67°14′13″N 18°06′23″Ö / 67.23684°N 18.10640°Ö
- Nikkasvuollijaure, sjö i Kiruna kommun och Lappland 68°22′04″N 19°47′23″Ö / 68.36791°N 19.78963°Ö
- Nikkerjaure, sjö i Vilhelmina kommun och Lappland 65°01′28″N 14°43′17″Ö / 65.02448°N 14.72134°Ö
- Nipisjaure, sjö i Arvidsjaurs kommun och Lappland 65°39′57″N 20°02′47″Ö / 65.66586°N 20.04652°Ö
- Njakajaure, sjö i Kiruna kommun och Lappland 68°18′59″N 20°18′44″Ö / 68.31650°N 20.31236°Ö
- Njakakjaure, sjö i Jokkmokks kommun och Lappland 67°01′31″N 19°40′54″Ö / 67.02514°N 19.68179°Ö
- Njalakjaure, sjö i Arjeplogs kommun och Lappland 66°49′07″N 16°36′51″Ö / 66.81871°N 16.61426°Ö
- Njallajaure (Gällivare socken, Lappland), sjö i Gällivare kommun och Lappland 66°37′40″N 21°15′09″Ö / 66.62787°N 21.25237°Ö
- Njallajaure (Sorsele socken, Lappland), sjö i Sorsele kommun och Lappland 65°53′20″N 15°59′53″Ö / 65.88901°N 15.99807°Ö
- Njallejaure (Arvidsjaurs socken, Lappland, 728153-168397), sjö i Arvidsjaurs kommun och Lappland 65°35′00″N 19°48′06″Ö / 65.58320°N 19.80162°Ö
- Njallejaure (Arvidsjaurs socken, Lappland, 728797-164252), sjö i Arvidsjaurs kommun och Lappland 65°39′57″N 18°54′29″Ö / 65.66592°N 18.90818°Ö
- Njallejaure (Arvidsjaurs socken, Lappland, 729740-168822), sjö i Arvidsjaurs kommun och Lappland 65°43′42″N 19°53′35″Ö / 65.72845°N 19.89306°Ö
- Njallejaure (Tärna socken, Lappland), sjö i Storumans kommun och Lappland 65°26′20″N 15°37′26″Ö / 65.43899°N 15.62386°Ö
- Njallojaure, sjö i Jokkmokks kommun och Lappland 67°48′40″N 16°43′18″Ö / 67.81116°N 16.72172°Ö
- Njarkajaure (Jokkmokks socken, Lappland), sjö i Jokkmokks kommun och Lappland 66°16′29″N 19°39′34″Ö / 66.27468°N 19.65956°Ö
- Njarkajaure (Karesuando socken, Lappland), sjö i Kiruna kommun och Lappland 68°41′39″N 20°41′39″Ö / 68.69422°N 20.69423°Ö
- Njarkajaure (Tärna socken, Lappland), sjö i Storumans kommun och Lappland 66°00′24″N 14°45′02″Ö / 66.00676°N 14.75048°Ö
- Njarkalisjaure, sjö i Arjeplogs kommun och Lappland 66°48′25″N 16°59′44″Ö / 66.80706°N 16.99558°Ö
- Njaukejaure, sjö i Arvidsjaurs kommun och Lappland 65°42′46″N 18°33′51″Ö / 65.71284°N 18.56417°Ö
- Njerekjaure, sjö i Jokkmokks kommun och Lappland 67°30′11″N 17°07′21″Ö / 67.50298°N 17.12259°Ö
- Njereujaure, sjö i Vilhelmina kommun och Lappland 65°02′06″N 14°37′34″Ö / 65.03506°N 14.62602°Ö
- Njetjasjaure, sjö i Arvidsjaurs kommun och Lappland 65°43′44″N 19°56′07″Ö / 65.72875°N 19.93524°Ö
- Njiulujaure, sjö i Kiruna kommun och Lappland 68°34′35″N 21°23′01″Ö / 68.57629°N 21.38358°Ö
- Njuktajaure, sjö i Jokkmokks kommun och Lappland 66°36′20″N 18°42′49″Ö / 66.60564°N 18.71371°Ö
- Njuktjajaure (Arvidsjaurs socken, Lappland), sjö i Arvidsjaurs kommun och Lappland 65°25′41″N 19°24′27″Ö / 65.42809°N 19.40752°Ö
- Njuktjajaure (Jokkmokks socken, Lappland, 736491-163576), sjö i Jokkmokks kommun och Lappland 66°21′17″N 18°49′45″Ö / 66.35483°N 18.82903°Ö
- Njuktjajaure (Jokkmokks socken, Lappland, 737263-165096), sjö i Jokkmokks kommun och Lappland 66°25′04″N 19°11′19″Ö / 66.41764°N 19.18853°Ö
- Njuktjajaure (Jokkmokks socken, Lappland, 740125-172035), sjö i Jokkmokks kommun och Lappland 66°37′55″N 20°47′27″Ö / 66.63190°N 20.79077°Ö
- Njuktjajaure (Jokkmokks socken, Lappland, 740736-170507), sjö i Jokkmokks kommun och Lappland 66°41′42″N 20°27′05″Ö / 66.69507°N 20.45151°Ö
- Njuktjajaure (Jokkmokks socken, Lappland, 741928-169051), sjö i Jokkmokks kommun och Lappland 66°48′38″N 20°08′08″Ö / 66.81065°N 20.13555°Ö
- Njuktjaure, sjö i Sorsele kommun och Lappland 65°31′52″N 17°07′20″Ö / 65.53124°N 17.12210°Ö
- Njuktjojaure, sjö i Gällivare kommun och Lappland 67°38′40″N 20°33′25″Ö / 67.64458°N 20.55707°Ö
- Njuolajaure, sjö i Sorsele kommun och Lappland 65°54′15″N 15°59′38″Ö / 65.90417°N 15.99401°Ö
- Njuollajaure, sjö i Arvidsjaurs kommun och Lappland 65°48′59″N 18°56′50″Ö / 65.81630°N 18.94709°Ö
- Njuommajaure, sjö i Gällivare kommun och Lappland 67°24′51″N 19°06′03″Ö / 67.41419°N 19.10085°Ö
- Njuongerjaure, sjö i Arjeplogs kommun och Lappland 66°46′19″N 16°38′43″Ö / 66.77200°N 16.64521°Ö
- Njuorajaure Saiva, sjö i Kiruna kommun och Lappland 68°28′49″N 18°07′38″Ö / 68.48030°N 18.12709°Ö
- Njuorakapajeltusjaure, sjö i Gällivare kommun och Lappland 67°32′04″N 20°35′53″Ö / 67.53452°N 20.59818°Ö
- Njuorakjaure, sjö i Gällivare kommun och Lappland 67°30′26″N 20°42′03″Ö / 67.50717°N 20.70086°Ö
- Njuosejaure, sjö i Arjeplogs kommun och Lappland 66°48′42″N 16°51′27″Ö / 66.81154°N 16.85747°Ö
- Njuotajaure, sjö i Arvidsjaurs kommun och Lappland 65°45′09″N 19°53′25″Ö / 65.75251°N 19.89032°Ö
- Njuotjanjaure, sjö i Kiruna kommun och Lappland 68°02′32″N 19°49′05″Ö / 68.04210°N 19.81805°Ö
- Njuovojaure, sjö i Arjeplogs kommun och Lappland 66°38′54″N 17°57′19″Ö / 66.64836°N 17.95527°Ö
- Njurkuhajaure, sjö i Gällivare kommun och Lappland 67°44′57″N 19°52′44″Ö / 67.74905°N 19.87895°Ö
- Njärrejaure, sjö i Kiruna kommun och Lappland 69°02′09″N 20°12′10″Ö / 69.03576°N 20.20288°Ö
- Njållonjaure, sjö i Kiruna kommun och Lappland 68°06′20″N 19°47′56″Ö / 68.10543°N 19.79901°Ö
- Njåmmeljaure, sjö i Jokkmokks kommun och Lappland 67°35′14″N 16°33′39″Ö / 67.58728°N 16.56080°Ö
- Norr-Tjalmejaure, sjö i Jokkmokks kommun och Lappland 66°33′36″N 19°50′24″Ö / 66.55996°N 19.84002°Ö
- Norra Akkajaure, sjö i Arvidsjaurs kommun och Lappland 65°36′46″N 18°32′55″Ö / 65.61269°N 18.54854°Ö
- Norra Appokjaure, sjö i Jokkmokks kommun och Lappland 66°26′04″N 19°50′47″Ö / 66.43440°N 19.84644°Ö
- Norra Boungukjaure, sjö i Sorsele kommun och Lappland 66°00′44″N 16°16′30″Ö / 66.01218°N 16.27487°Ö
- Norra Luossejaure, sjö i Arvidsjaurs kommun och Lappland 65°59′19″N 19°35′05″Ö / 65.98850°N 19.58476°Ö
- Norra Nuortejaure, sjö i Arvidsjaurs kommun och Lappland 65°33′07″N 19°41′10″Ö / 65.55206°N 19.68607°Ö
- Norra Råvejauren, sjö i Arvidsjaurs kommun och Lappland 65°24′14″N 19°28′27″Ö / 65.40395°N 19.47403°Ö
- Norra Saftejaure, sjö i Arvidsjaurs kommun och Lappland 65°36′44″N 19°16′59″Ö / 65.61221°N 19.28293°Ö
- Norra Seitejaure, sjö i Arjeplogs kommun och Lappland 65°55′57″N 17°33′28″Ö / 65.93251°N 17.55772°Ö
- Norra Skilfejaure, sjö i Arvidsjaurs kommun och Lappland 65°37′28″N 19°18′05″Ö / 65.62444°N 19.30152°Ö
- Norra Tjålmejaure, sjö i Arjeplogs kommun och Lappland 66°15′20″N 16°11′31″Ö / 66.25562°N 16.19195°Ö
- Norra Vuollejaure, sjö i Arvidsjaurs kommun och Lappland 65°39′56″N 18°59′40″Ö / 65.66566°N 18.99455°Ö
- Nujaure, sjö i Gällivare kommun och Lappland 67°30′22″N 19°27′15″Ö / 67.50625°N 19.45426°Ö
- Nuorjojaure, sjö i Arjeplogs kommun och Lappland 66°49′05″N 16°29′06″Ö / 66.81806°N 16.48498°Ö
- Nuorta Kaskojaure, sjö i Arjeplogs kommun och Lappland 66°12′04″N 18°46′32″Ö / 66.20112°N 18.77553°Ö
- Nuortajaure, sjö i Arjeplogs kommun och Lappland 65°59′56″N 18°13′51″Ö / 65.99892°N 18.23075°Ö
- Nuortap Kavakjaure, sjö i Gällivare kommun och Lappland 67°28′51″N 20°03′16″Ö / 67.48089°N 20.05456°Ö
- Nuortap Tjeurajaure, sjö i Jokkmokks kommun och Lappland 67°30′47″N 17°46′01″Ö / 67.51296°N 17.76691°Ö
- Nuortejaure (Arvidsjaurs socken, Lappland, 727765-164740), sjö i Arvidsjaurs kommun och Lappland 65°33′47″N 19°00′51″Ö / 65.56308°N 19.01428°Ö
- Nuortejaure (Arvidsjaurs socken, Lappland, 728736-169711), sjö i Arvidsjaurs kommun och Lappland 65°37′40″N 20°04′23″Ö / 65.62783°N 20.07292°Ö
- Nuortejaure (Arvidsjaurs socken, Lappland, 729396-164988), sjö i Arvidsjaurs kommun och Lappland 65°42′50″N 19°05′20″Ö / 65.71394°N 19.08880°Ö
- Närtajaure, sjö i Sorsele kommun och Lappland 65°31′52″N 16°36′54″Ö / 65.53103°N 16.61508°Ö
- Näuronjaure, sjö i Vilhelmina kommun och Lappland 65°10′36″N 15°00′50″Ö / 65.17674°N 15.01388°Ö
- Nårvejaure, sjö i Jokkmokks kommun och Lappland 66°36′13″N 19°19′09″Ö / 66.60349°N 19.31913°Ö
- Nåstejaureh (Arjeplogs socken, Lappland), sjö i Arjeplogs kommun och Lappland 66°47′02″N 16°33′48″Ö / 66.78381°N 16.56335°Ö
- Nåstejaureh, Lappland, sjö i Arjeplogs kommun och Lappland 66°46′25″N 16°34′40″Ö / 66.77360°N 16.57780°Ö
- Nåttålimjaure, sjö i Jokkmokks kommun och Lappland 66°37′34″N 20°53′48″Ö / 66.62616°N 20.89669°Ö
- Oltokjaure, sjö i Storumans kommun och Lappland 65°44′31″N 15°29′33″Ö / 65.74200°N 15.49243°Ö